# Кипу
Ки́пу (кечуа khipu, исп. quipu — «узел, завязывать узлы, счёт»; айм. chino — чино) — древняя мнемоническая и счётная система инков (в связке с юпаной — счётным устройством) и их предшественников, живших в горной системе Анд.
Узелковое письмо инков представляло собой сложную систему верёвочных сплетений и узлов, изготовленных из шерсти южноамериканских верблюдовых (альпаки и ламы) или хлопка. Оно могло содержать до двух с половиной тысяч свисающих нитей и использовалось для передачи сообщений посыльными часки по имперским дорогам, а также в качестве календаря, топографической системы, для фиксации налогов, законов и для других целей. Один из испанских хронистов, Хосе́ де Ако́ста, писал: «Вся империя инков управлялась посредством кипу». Никто не мог избежать внимания тех, кто проводил подсчёты с помощью узлов.
Слово «кипу» — несклоняемое существительное среднего рода.
Наиболее древний прототип кипу был обнаружен археологом Рут Шейди при раскопках скрытой комнаты одной из крупнейших пирамид на археологическом объекте Караль в долине Супе. Находка датируется приблизительно 3000 годом до нашей эры. В связи с этим кипу считается одной из древнейших систем письменности, которая уступает только шумерской клинописи и египетским иероглифам. Однако самое раннее устоявшееся кипу датируется 779–981 годами нашей эры. Причины столь большого временного разрыва между этими датами пока неизвестны.
Первое зафиксированное упоминание о кипу находится в письме, которое в ноябре 1533 года конкистадор Эрнандо Писарро отправил королевской аудиенции в Санто-Доминго: «Они [индейцы] считали с помощью узлов, [завязанных] на нескольких верёвках», «Есть у индейцев хранилища дров и кукурузы, и всего остального; и подсчитывают они [индейцы] с помощью узлов на своих верёвках то, что каждый касик [вождь] принёс». Эрнандо Писарро столкнулся с кипу во время своего похода за сокровищами храма Пачакамак, которые стали частью выкупа Атауальпы и первым заметил, что кипу использовалось для учёта расходов и доходов.
В 1923 году американский историк Лесли Леланд Локк в книге The ancient quipu сумел доказать, что узелковые сплетения инков представляют собой форму письменности.
В 2006 году американский исследователь Гари Уртон обнаружил, что в узелках кипу заложен код, напоминающий двоичную систему; код допускает 27=128 вариаций.
Кипу впервые в истории человечества использовалось для такого способа ведения бухгалтерского учёта, как двойная запись.

## Места хранения кипу

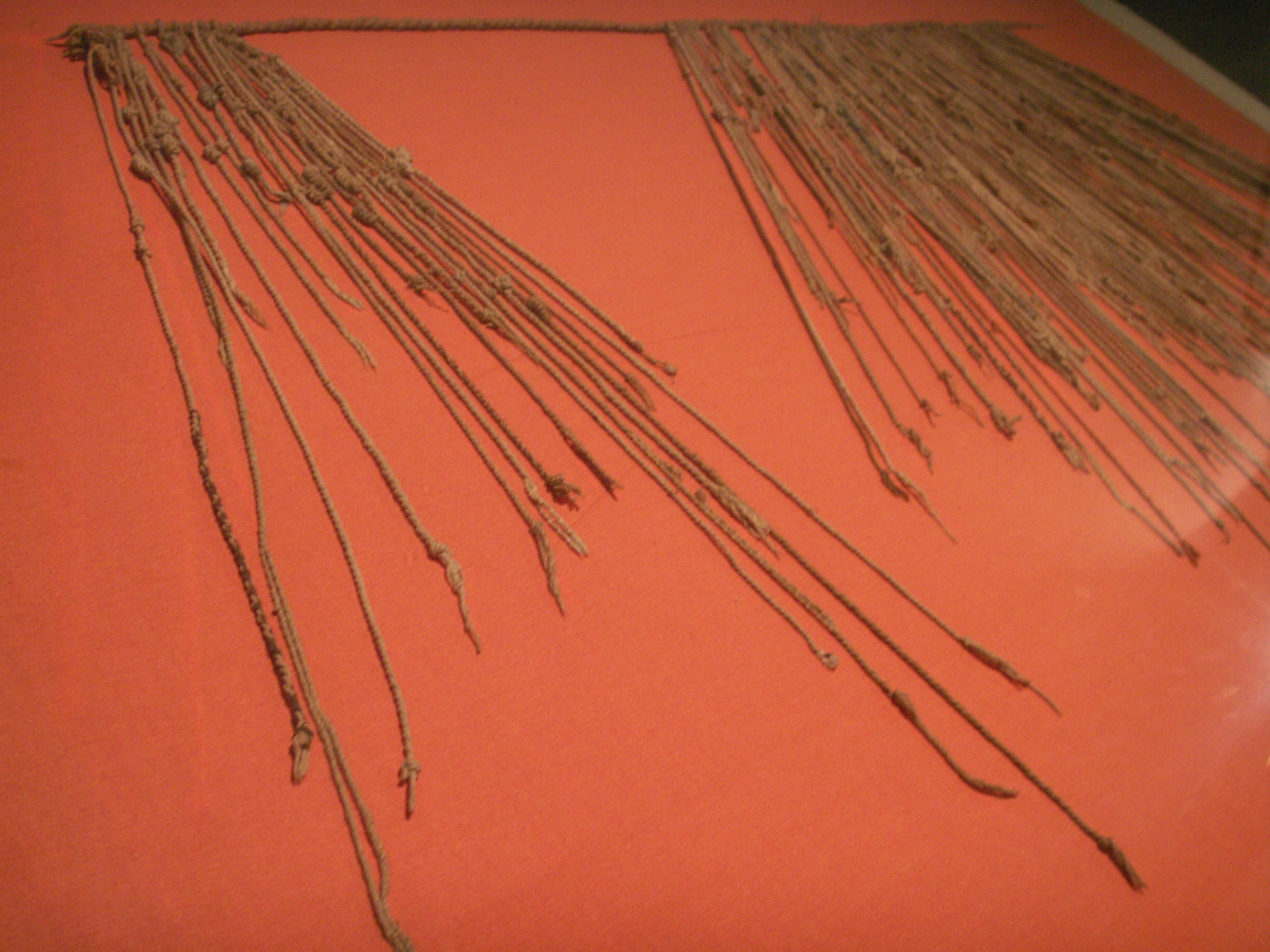
Кипу в Национальном музее города Лима (Перу)

Большинство кипу хранится в музеях за пределами Южной Америки. Из базы данных, созданной профессором Гарвардского университета Гари Уртоном и его коллегой Кэрри Брезайн в рамках проекта Khipu Database Project, известно о существовании 831 кипу.  Две трети из них классифицированы как имеющие числовую структуру.
| Музей                                                  | Местоположение      | Количество кипу |
| ------------------------------------------------------ | ------------------- | --------------- |
| Museum für Völkerkunde                                 | Берлин (Германия)   | 298             |
| Museum für Völkerkunde                                 | Мюнхен (Германия)   | 21              |
| Museo de Pachacamac                                    | Пачакамак (Перу)    | 35              |
| Museo Nacional de Arqueologia, Antropologia e Historia | Лима (Перу)         | 35              |
| Centro Mallqui                                         | Леймебамба (Перу)   | 32              |
| Museo Radicati                                         | Лима (Перу)         | 26              |
| Museo de Ica                                           | Ика (Перу)          | 25              |
| Museo Puruchuco                                        | Пуручуко (Ате Перу) | 23              |

Кипу, входящие в местные родовые коллекции жителей Анд, не включены в базу данных проекта Khipu Database Project, и их точное количество неизвестно. Одна из примечательных коллекций подобного рода, состоящая из 263 кипу, хранится у жителей селения Рапас (Rapaz) (Перу). В 1994 году она была исследована Фрэнком Саломоном из Висконсинского университета в Мадисоне (США).

### Исследовательский центр
Основным исследовательским центром, изучающим кипу, является «Проект базы данных кипу» (Khipu Database Project) под руководством профессора археологического факультета Гарвардского университета Гари Уртона. Администрированием базы данных занимается Кэрри Брезайн (Carrie Brezine).

### Проблемы хранения кипу
Хранение кипу требует применения методик, позволяющих экспонатам существовать как можно дольше с наименьшим ущербом для их состояния. В музеях, архивах и специальных коллекциях кипу хранятся так же, как обыкновенные текстильные изделия. Кипу изготовлены из волокон на основе белковых материалов: шерсти лам и других верблюдовых или из целлюлозы (хлопка). Свисающие нити кипу часто изготавливались со «сложной системой завязанных узлами нитей, окрашенных в различные цвета, значение которых было известно чиновникам». Сохранение натурального или искусственного цвета является проблемой, которая не может быть полностью решена. Постепенное изменение цветности уже произошло и может привести к дальнейшему повреждению волокон. Цвета темнеют как от оседания пыли, так и от определённых красок и протрав. Кипу были найдены с различными украшениями (например, с раковинами моллюсков), присоединёнными к шнурам. Хранение этих не текстильных материалов создаёт дополнительные трудности.
Все текстильные материалы подвержены негативному воздействию ультрафиолетового излучения. Цветность и прочность материалов постепенно снижаются. Температура, влажность и освещение контролируются автоматически системами отопления, вентиляции и кондиционирования (HVAC). Относительная влажность воздуха должна составлять 60 % или ниже. Температура должна быть низкой. Высокая температура может увеличить хрупкость и привести к ухудшению волокон кипу. Высокие уровни влажности могут вызвать нежелательные условия для сохранения белка в материале кипу. Прохладные, чистые, сухие и тёмные условия являются наиболее подходящими. На выставках для кипу также создаётся специальная среда. Кипу проверяются на наличие насекомых и их личинок.
Так как при подвешивании волокна кипу могут быть повреждены из-за трения между собой или под действием собственного веса, их хранят в горизонтальном положении на панелях. Для предотвращения потенциального кислотного повреждения панели покрывают нейтральной по кислотности бумагой. Усиленная обработка кипу может увеличить риск дальнейшего повреждения. Когда Гэри Эртона (профессора антропологии в Гарварде) спросили: «Они [кипу] хрупкие?», он ответил: «Некоторые из них — да. Вы не можете прикоснуться к ним, иначе они сломаются или превратятся в пыль. Многие сохранились хорошо и их можно изучать, не нанося повреждений. Конечно, всегда, когда прикасаешься к такой древней ткани, как эта, немного её повреждаешь, но эти нити в общем весьма долго хранятся».
Рут Шейди обнаружила в прибрежном городе "Караль" кипу возрастом приблизительно 5000 лет. На месте находки были обнаружены весьма хорошо сохранившиеся кипу с «коричневыми хлопковыми нитями, накрученными вокруг тонких стержней» и «ряд пожертвований, включая таинственные мотки волокна различных размеров, обёрнутых сетями, и древние корзины из тростника. Комочки сырого хлопка, всё ещё растрёпанного и содержащего семена, хотя и окрашенного веками в грязно-коричневый цвет, и хлопковые нити, смотанные в клубок» также были хорошо сохранившимися. Причиной столь хорошей сохранности кипу и других экспонатов может являться засушливый климат Караля.

## Современное состояние кипу
В испанских колониальных документах упомянуто около 20 кипу. Так как не удалось соотнести сохранившиеся кипу с упомянутыми у испанских хронистов, считается, что упомянутые кипу не сохранились до наших дней. После испанского завоевания инков в перуанской горной местности местные жители продолжали использовать кипу. Некоторые историки верят, что прочитать определённые кипу могли только их создатели — кипукамайоки. Если это так, то кипу — не форма письменности, а, скорее, мнемоническое устройство. Многие историки предпринимали попытки дешифровать кипу, чтобы узнать инкскую (не испанскую) версию истории; это позволило бы по-иному взглянуть на прошлое инков.
В 1994 году Фрэнк Саломон (Frank Salomon) провёл исследование в перуанской деревне Тупикоча (Tupicocha), где кипу всё ещё является важной частью общественной жизни деревни. На 1994 год это была единственная деревня, в которой кипу со структурой, подобной доколумбовым кипу, всё ещё использовались органами местного самоуправления для ведения записей и в качестве общественных функций, хотя сельские жители не связывали свои кипу с артефактами инков. В 2005 году Фрэнк Саломон исследовал многочисленные и разнообразные кипу в селении Рапас (Rapaz) (Перу).
12 сентября 2009 года в отдалённом селении Куспон региона Анкаш (Перу) было проведено интервьюирование составительницы кипу, женщины по имени Грегория «Ликуна» Ривера (Gregoria «Licuna» Rivera), так называемой «последней кипукамайоки»; было установлено, что она изготавливала кипу только в случае смерти односельчан. Показанное ею кипу было длиной в несколько метров со множеством (похоже, одинаковых) узлов и состояло из голубых и белых нитей. Назначение у этого кипу было ритуальное: им, как поясом, обвязывали усопшего вокруг талии для того, чтобы «оно [кипу] защитило умершего на пути мёртвых при переходе в другой мир».
Если для определения значения цветов (голубого и белого) этого кипу использовать список Антонио да ла Каланчи (в котором голубой цвет означает «Бога, живущего в голубом небе», а белый — «мир»), получится примерно следующий текст: «[загробный] мир на небесах».
Кипу номер ВА42527, хранящееся в берлинском музее «Museum für Völkerkunde», относится к доколумбовой эпохе Америки, было исследовано в 2003 году антропологом и профессором из Гарвардского университета Гари Уртоном (Gary Urton), состоит из четырёх особенных квадрантов, ориентированных в виде «Z» или «S». Статистический анализ данных, закодированных этим кипу, провёл Альберто Саэс Родригес (исп. Alberto Sáez-Rodríguez) в своей работе, опубликованной в 2012 году. Анализ показал, что данные узелковых нитей, ориентированных в виде «Z», равномерно распределены вдоль горизонтальной оси, а данные узелковых нитей, ориентированных в виде «S», равномерно распределены вдоль вертикальной оси. Приняв закодированные узелками числа за координаты x и y семи точек в прямоугольной системе координат и нарисовав семь точек на графике, Альберто Саэс Родригес утверждает, что узелками на нитях кипу номер ВА42527 закодирована карта звёзд скопления Плеяд. Шести точкам графика соответствуют шесть ярких звёзд скопления Плеяд, которые за счёт их яркости можно видеть невооружённым глазом; седьмой точке графика может соответствовать планета Венера, которая с позиции земного наблюдателя проходит через скопление Плеяд примерно раз в 8 лет. Для определения того, насколько настоящая карта звёздного скопления Плеяд похожа на график, построенный Альберто Саэс Родригесом, можно использовать коэффициент линейной корреляции Пирсона. Значение коэффициента показывает, что между рядами чисел x и y наблюдается сильная корреляционная связь: X position r(7) = 0.73 (df = 5; p < 0.0617); Y position r(7) = 0.43 (df = 5; p < 0.3397). Это означает, что прямоугольная система координат, введённая Рене Декартом (René Descartes, 1596—1650) в работе «Геометрия» (опубликованной в 1637 году), была известна задолго до Декарта и использовалась древними инками.

## История изучения кипу
Своё внимание кипу уделяли многочисленные исследователи (в скобках указаны годы публикации работ): Т. П. Томпсон (1829), Свонтон (1843), Риверо-и-Устарис (1857), Болаерт (1864), Перес (1864), Эрнст (1871), Сэфрей (1876), Ларрабуре-и-Унануэ (1888, 1893), Бастиан (1895), Уле (1897, 1907), Гимараэс (1907), Локк (1912, 1923), Уртеага (1919), Лоайса (1923), Шау (1923), Норденскьольд (1925), Вассен (1931), Льяно Сапата (1933), Имбеллони (1935), Дж. Э. Томпсон (1935), Альтьери (1937, 1939, 1941), Шедл (1943), Познанский (1943), Эшли (1944), Поррас (1947), Беннет (1949), Карлос Радикати ди Примельо (1949, 1952, 1965, 1976, 1977, 1984, 1987, 1990, 1991), Нуньес дель Прадо (1950), Мехия Ксеспе (1952), Эспехо Нуньес (1953, 1957), Якобсен (1963), Молина Мунто (1966), Биркет-Смит (1966—1967), Дэй (1967), Холм (1968), Марсия и Роберт Ашеры (1969, 1972, 1975, 1978, 1981, 1986, 1997), Маккей (1970, 1990), Кузьмищев (1972), Мурра (1973), Конклин (1982, 2001), Роблес (1982, 1990), Уильям Бернс (1984), Зуидема (1989), Ростворовски (1990), Руис (1990), Пис (1990), Буэно (1990), Парссинен (1992), Эртон (1994, 1997, 1998, 2001, 2002, 2003, 2004), Буне (1994), Прада (1995), Перейра (1996, 1997), Саломон (1997, 2002, 2004), Брокав (1999, 2001, 2002, 2003), Арельяно (1999), Регаладо де Уртадо (2002), Килтер (2002).
Предположение о том, что кипу существовало и до инков, первым высказал Ларрабуре-и-Унануэ в 1893 году. Эта гипотеза подтвердилась в 1968 году, когда Ёситаро Амано при раскопках обнаружил остатки кипу в могиле, относящейся к среднему горизонту (периоду до инков) в Пампа-Бланка, но само сообщение о находке было опубликовано только в 1982 году. В те же годы Американский музей естественной истории получил несколько кипу, относящихся к тому же археологическому горизонту.

### Вклад Карлоса Радикати ди Примельо
Карлос Радикати ди Примельо ввёл в научный оборот все основные сведения о физических параметрах кипу, ключах-определителях, типах кручения нитей, расположении узлов, толщине нитей, цвете нитей. Также он внедрил термин «архивы» кипу, исследовав археологические находки в захоронениях, что подтвердило письменные источники о наличии у инков государственных реестров записей с многочисленными копиями кипу. Ещё одним существенным его вкладом в изучение кипу стало определение способа кодификации в кипу, получившее название seriación — «образование серий», в тех случаях, когда речь шла о нечисловых данных в кипу и не о десятичной и иерархической структуре. Радикати считал эти кипу нарративными. Позже это открытие получило своё развитие в исследованиях других учёных. Ещё одним важным открытием Радикати стали кипу «кануто», в которых на главном шнуре размещались свисающие верёвки (обычно, но не всегда не имевшие узлов), но крайние верёвки были крепко обвёрнуты очень тонкими и красочными нитями; сами узлы на таких кипу расположены в случайном порядке, без иерархии, и не содержат десятичной системы. Радикати выдвинул гипотезу о существовании связи между кипу и пиктографической «килька» (термин, в первых словарях кечуа означавший «буква», «книга», «бумага»), то есть записи на двумерных плоских материалах. Исследования хроник показывали, что данная система письменности существовала до появления кипу. Запись велась различными красками на деревянных жезлах или прутьях. Этой письменностью владели немногие лица, владевшие знаниями знаков. В свою очередь, данная система (по мнению Радикати) у инков развилась в приложение к кипу картушей, расположенных на лентах, полосах и тканях в верхней части свисающих нитей (возможно, в данном вопросе на Радикати повлияла книга его соотечественника La lettera apologetica, которой он придавал большое значение).
Карло Радикати ди Примельо Перакио в своей публикации 1964 года установил соответствие между распространённостью определённых видов кипу и навыками их составления среди населения Инкской империи:
- знание кипу статистического было всеобщим;
- знание простого идеографического кипу было доступно определённому кругу специально обученных лиц;
- знание наиболее совершенного, изысканного идеографического кипу было доступно узкому кругу учёных (амаута[англ.]) и кипукамайокам.

## Запись информации

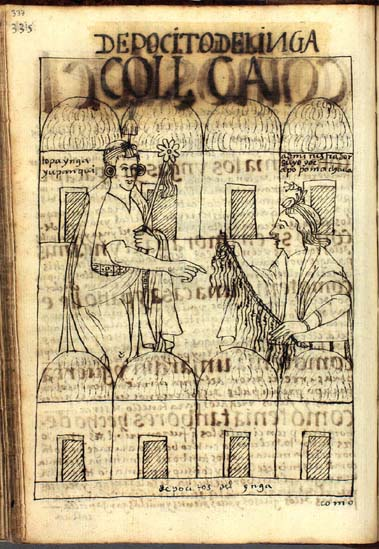
Сапа Инка принимает отчёт у чиновника, заведующего всеми складами империи

Большая часть информации, хранящаяся в кипу, — числа в десятичной системе счисления (о системе кодирования см. ниже).
Некоторые из узлов так же, как другие особенности, такие как цвет, полагают, представляют нечисловую информацию, которая до сих пор ещё не была расшифрована. Вообще считается, что на протяжении разработки системы не было попыток представить в ней фонетические звуки, как это имеет место в большинстве письменностей. В настоящее время существует теория, выдвинутая Гэри Эртоном, о том, что кипу представляли собой двоичную систему счисления, способную к регистрации фонологических или логографических данных.
В первые годы после испанского завоевания Перу испанские чиновники часто полагались на кипу, чтобы улаживать споры о взимании местной подати или в вопросах производства товаров. Кроме того, испанские летописцы установили, что кипу использовали в основном как мнемонические устройства, чтобы передавать и записывать в числовом формате информацию. Кипукамайоки могли быть вызваны в суд, где их отчёты считались юридическим документом о произведённых в прошлом платежах.
Для передачи экономико-статистических данных кипу использовали двойную запись, а при передаче сведений о производстве тех или иных продуктов труда учитывали не только фактическую, но и наличную и потенциальную производительность труда. Вот что пишет известный исследователь андских цивилизаций Владимир Кузьмищев:

Кипу «знали», сколько человек проживало в любом из селений и во всём царстве, сколько из них было мужского и женского пола, как они были разбиты по возрасту и по состоянию здоровья, сколько среди них было женатых и вдовых, сколько ушло на войну и на общественные работы, сколько людей и какой работой занимались сегодня и сколько они могли произвести того или иного продукта и так далее и тому подобное. Но не только люди и результаты их труда, а сама природа и её потенциальные возможности были зафиксированы в кипу.— В. А. Кузьмищев. Царство сынов Солнца (7 сентября 2011).

## Условная схема построения кипу
- 1. Шнуры — основа кипу.

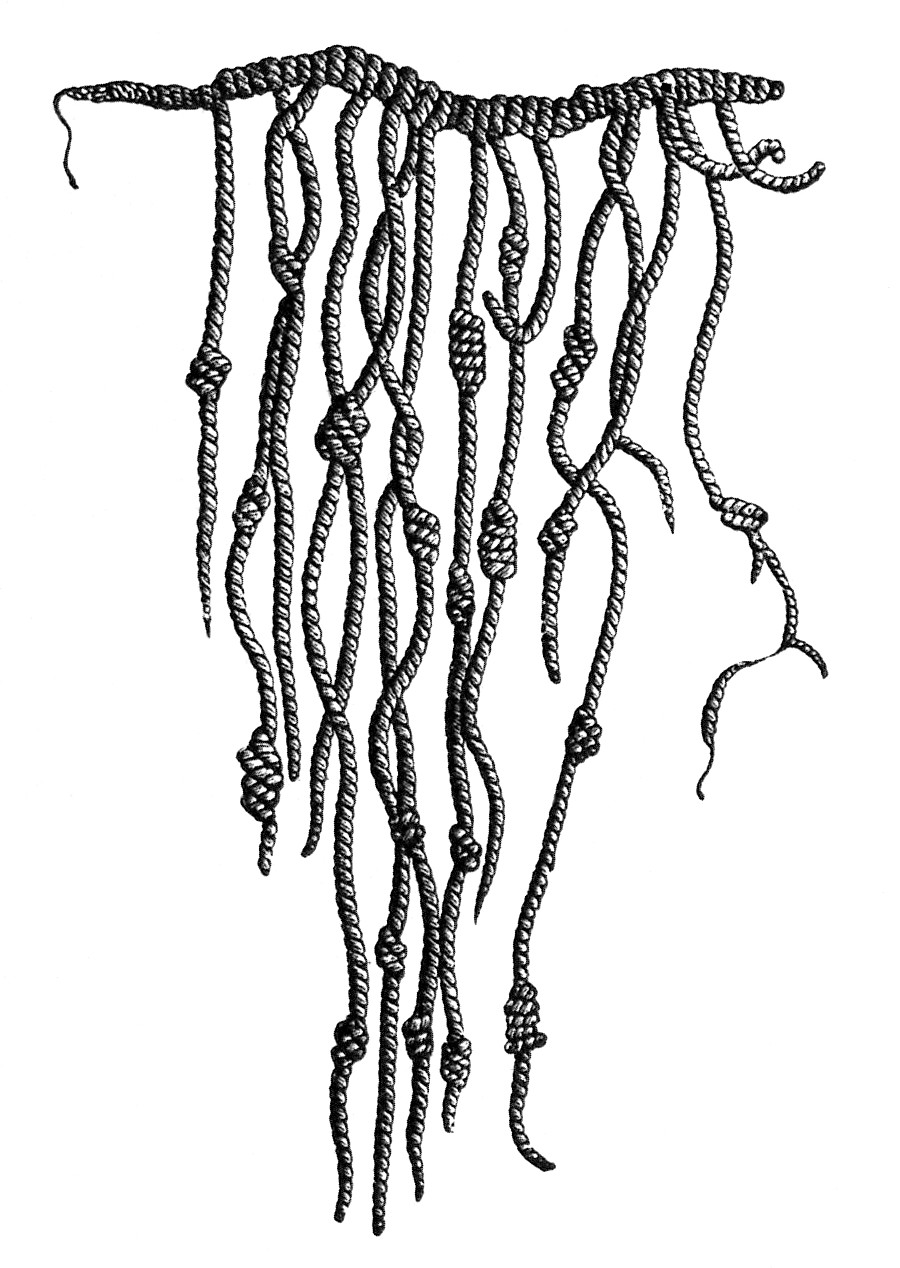
Кипу

- 2. Нить-подвеска 1-го порядка (крепится на шнуре). Могла как свисать вниз с главного шнура, так и быть направленной вверх, то есть на 180 градусов к свисающим вниз[44].
- 3. Нить-подвеска 2-го порядка (крепится на предыдущей).
- 4. Нить-подвеска 3-го порядка (крепится на предыдущей).
- 5. Вспомогательная нить-подвеска (крепится на других нитях).
- 6. Ниточка на главном шнуре, направленная в противоположную сторону от свисающих нитей (то есть вверх) и вставленная между ними. Служила, видимо, разделителем.
- 7. Знак-определитель содержания кипу или ключ главного шнура.
- 8. Узел простой — бывает до девяти штук — и никогда больше — на нити (в конкретном позиционном участке, отвечающем за расположение десятков, сотен и более высоких чисел). Чаще всего располагаются в средней и верхней части нитей.
- 9. Узел в виде восьмёрки[45]. До девяти штук на нити. Чаще располагаются в нижней части нити. Один такой узел обозначает «1».
- 10. Узел сложный — до девяти витков каждый (это могли быть только единицы). Чаще располагаются в нижней части нити.
- 11. Узел-петля (различных видов[46]).
- 12. Узел, закрепляющий какую-либо вещь, например, различные ниточки или пучки шерсти и хлопка.

В кипу нитей-подвесок 2-го и большего порядка, а также и знака-определителя может не быть. Нити-подвески 2-го и 3-го порядка могут крепиться непосредственно над или под узлом или же на некотором расстоянии от них, что пока не нашло удовлетворительного объяснения у исследователей, но некоторые закономерности есть:
- если на нити-подвеске расположено две или больше дополнительных нитей, то располагаются они почти всегда в одном и том же месте друг возле друга,
- дополнительные нити почти никогда не располагаются под сложными узлами и узлами в виде восьмёрки, и обычно располагаются над или под простыми узлами, то очень близко от них, то достаточно далеко.

Цвет нити также передавал содержание кипу и может считаться ключом. Встречаются одно-, двух- и трёхцветные нити. Других сочетаний цветов не бывает. Если кипу было числовым, то цифровые знаки-узлы располагались вертикально и снизу вверх от единиц к десяткам и сотням.

## Система кодирования

### Ключи кипу

#### Ключ главного шнура
В главный (несущий) шнур кипу мог вставляться ключ (такими могли быть: кусочки дерева, камни, минералы, металлы, растения и т. п.) на кольце, указывавший на смысловое содержание самого кипу или нити. Это имело значение, так как позволяло избежать путаницы с прочтением цвета нити, которая в таком случае меняла значение. Например, жёлтый цвет нити при наличии различных заглавных ключей позволял «прочитать» кипу по-разному: листы кукурузы и золотая нить как показатели высшего порядка (знак-определитель содержания кипу) двух главных верёвок показывают, что одно кипу относится к сельскохозяйственному классу, а другое кипу — к классу минералов.
Подробно об этом говорит Блас Валера:

…если в плетении узлов должны были быть показаны плоды земли, то необходимо было вводить в кольце главного шнура листья молодого кукурузного початка; если, наоборот, в кипу хотели рассказать о металлах, то, как специальный знак, на главный шнур наматывались золотые нити, изготовляемые в моей земле весьма искусно. Нужно знать, что, да, действительно, использовались те же цвета, но, во-первых, глаз был должен определить прикрепленный к шнуру опознавательный знак…— Exsul immeritus blas valera populo suo e historia et rudimenta linguae piruanorum. Indios, gesuiti e spagnoli in due documenti segreti sul Perù del XVII secolo. — CLUEB, Bologna, 2007, стр. 366

### Кодирование цветом

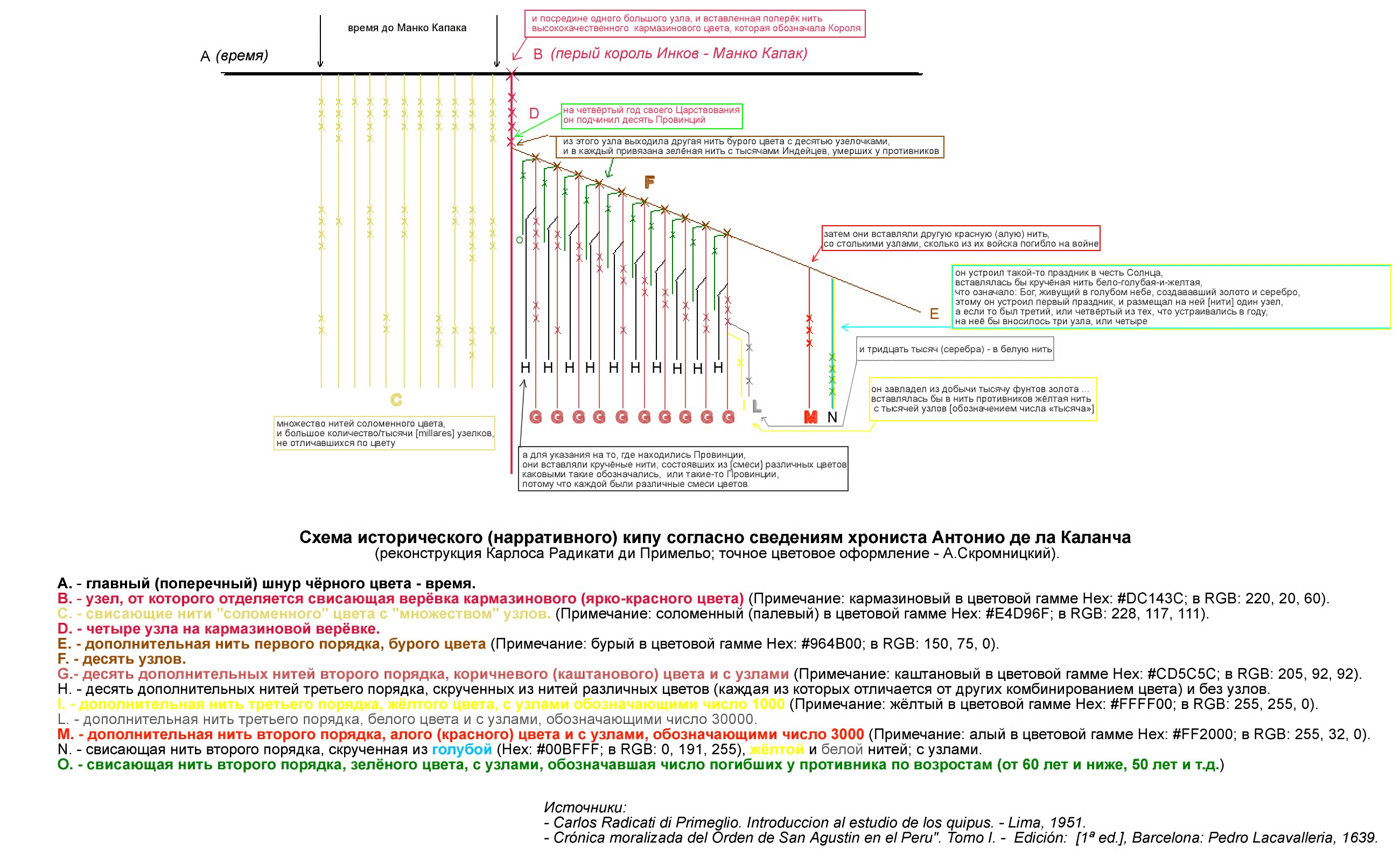
Схема исторического (нарративного) кипу согласно сведениям хрониста Антонио де ла Каланча (реконструкция Карлоса Радикати ди Примельо; точное цветовое оформление — А.Скромницкого).

Всего известно о 24 различных окрасках нитей. Чаще встречаются естественные цвета хлопка или шерсти, вслед за ними — окрашенные: преобладают белый, синий, жёлтый, красный, чёрный, зелёный, и больше других — коричневый.
Распределение цветов в кипу:
- один цвет для всей верёвки;
- два или три цвета для каждой верёвки, или один — для каждой кручёной нити;
- два или более цветов верёвки, смешанных внутри каждой кручёной нити с помощью разноцветных нитей;
- два или три цвета на той же верёвке, размещённые в верхней, центральной или нижней части.

#### Цвет нити как обозначение класса объектов
Имелись следующие определения:
- Чёрный — время. На чёрных нитях записывалось «время», «срок», годы, исторические события, понятие «от начала чего-либо (напр., от начала правления короля инков)»; чёрный цвет потому, что «кипу сообщало, сколько ночей прошло с момента того или иного события»[50]. Также — болезнь (при наличии ключа в главном шнуре). Этот цвет по его выцветании на нитях может быть перепутан с тёмно-тёмно-коричневым. В археологических кипу этот цвет встречается только в комбинации с другими цветами. Мартин де Муруа писал, что брат полководца Апукамака был отправлен им в Куско для передачи тому сообщения завоёванной провинции Арика и он получил кипу, сообщавший об этой победе, где в кипу «было столько узлов, сколько селений было завоёвано, столько маленьких узелков, сколько было числом побеждённых индейцев, и на чёрной верёвке — число тех, кто погиб на войне»[51]. Во время восстания индейцев Чили вождь повстанцев Лепитран отправил часки с кипу из четырёх верёвок, где чёрный цвет также обозначал время (лунные ночи).
- Кармазиновый (ярко-красный; малиновый) — обозначение Инки (Короля, Монархии). На такой нити могли располагаться также узлы «времени», то есть для указания на срок правления Инки. Например, 4 узла — это четыре года правления Инки. Этот цвет упоминается только в письменных источниках.
- Бурый (в колониальных источниках известен как земляной) — обозначал «подчинение», «общественный порядок», «правление», «управление»; например, осуществление подчинения правителем Инкой таких-то провинций (во время завоевания). А также — картофель (при наличии ключа в главном шнуре кипу)[52]. Этот цвет упоминается только в письменных источниках; вероятнее всего, он сопоставим с одним из тонов коричневого цвета.
- Коричневый (точнее каштановый)[53]. В кипу встречается наравне с белым чаще всего. Существует четыре тона (значения неизвестны):
  - светло-коричневый,
  - светло-светло коричневый (почти желтовато-белый),
  - тёмно-коричневый,
  - тёмно-тёмно-коричневый (почти чёрный).
- Зелёный — «завоевание»; обозначение противника, или его потерь на войне. На этой нити расположение было таким: первым шло сообщение о тех, кому за шестьдесят и старше, дальше людей младшего возраста с шагом в 10 лет между категориями. На нитях археологических кипу встречается довольно редко. Может быть двух тонов:
  - светло-зелёный,
  - тёмно-зелёный.
- Красный — война; собственное войско и собственные потери на войне. На нитях археологических кипу встречается довольно редко. Может быть двух тонов:
  - сочный,
  - едва красный.
- Жёлтый — золото (например, военная добыча, состоявшая из золота весом во столько-то единиц измерения; однако какие именно единицы использовались из инкской системы мер и весов — неизвестно). А также — кукуруза (при наличии вставленного в главный шнур маленького кукурузного початка, имевшего значение ключа для прочтения кипу). Например, жёлтая нить означала кукурузу, и если к ней была привязана синяя нить (определённая провинция), с тем или иным числом узелков, то это говорило о том или ином урожае в этой провинции. На нитях археологических кипу встречается реже всего. Может быть двух тонов:
  - интенсивный и сияющий, как золото,
  - немного обесцвеченный.
- Белый — серебро; мир. В кипу встречается наравне с каштановым чаще всего. Существует два тона (какой тон что значил — неизвестно):
  - ярко-белый (цвета молока),
  - желтовато-белый, называемый также «фламандский белый» (исп. blanco flamenco).
- Фиолетовый (тёмно-лиловый) — обозначение начальника, который бы правил над селением, территорией, людьми; курака; правитель одного или двух селений. Этот цвет упоминается только в письменных источниках.
- Синий. На нитях встречается довольно редко. Двух тонов (значения неизвестны):
  - синий,
  - голубой.
- Соломенный — обозначал отсутствие; беспорядок в управлении; «варварство». «Из отсутствий [цветов нитей] они извлекали представление о том, чего не было, а по Кипос — то, что произошло»[54]. Этот цвет упоминается только в письменных источниках; вероятно, сопоставим с одним из тонов светло-коричневого.

Тот же метод обозначений, лежавший в основе так называемых цензовых, то есть счётных, кипу (числовые знаки в цветовых категориях), позволял вводить обозначения таких понятий, как «начальник» в категории «испанцы» для обозначения, скажем, Франсиско Писарро, завоевателя Перу, названий соответствующих городов в той или иной провинции и др. Что же касается географических названий и личных имен, которые не поддавались такому «написанию», то, предположительно, можно было использовать систему, основанную на комбинировании фонетических и нефонетических элементов: подыскивалось кечуанское слово, звучанием близкое к тому, которое нужно было воспроизвести, и заносилось на кипу с обозначением соответствующей категории (например, «географическое название»), чтобы избежать путаницы. Есть вероятность того, что в подобных случаях при воспроизведении следовало для получения правильного текста читать не все слово на кечуа, а лишь первый слог, и таким образом составлять из нескольких слогов нужное слово. В зависимости от тематики кипу имело как бы ключевые категории, на основе которых строился текст. Так, из сообщения Каланчи и согласно заключениям Д. Роу, для исторических кипу таковыми были категории: «провинции», «крепости», «правители», «добыча» и др. Тот же Д. Роу показал сходство строения административных испанских текстов, основанных на информации, полученной через посредство кипу, со строением текстов хроник таких авторов, как Кабельо Бальбоа, М. де Моруа и П. Сармьенто де Гамбоа, которые и сами, кстати, утверждали, что при написании своих трудов использовали сведения, полученные от кипукамайоков.
Можно было записать такой текст: «Когда маркиз Писарро отправился из Бомбона в Кахамарку, мы дали ему 826 индейцев и все они погибли в ходе этой экспедиции», а также можно было фиксировать имена собственные и географические названия, используя близкие по звучанию кечуанские слова, например — сочетание понятий «сокол» и «золото» передавали название деревни Гуаманкоро с населением в 100 человек.
С помощью кипу могли, используя, как и в предыдущем случае, казалось бы, совершенно неподходящие категории («полезные растения», «деревянные изделия» и т. п.) передать название долины Пакасмайо при помощи слов «картофель», «деревянный жезл» и «река», читая только первый слог в первом и втором случаях и все слово целиком в третьем.

#### Цвет нити для разделения одного вида объектов
Если объект учёта был один, но требовалось его разделить по качественным характеристикам, то тоже использовались различные цвета нитей. Это находило применение:
- Для учёта скота (лам, гуанако, викуньи, альпака), имевших различный цвет шерсти. Об этом сообщает Гарсиласо де ла Вега:

Чтобы иметь возможность вести счет той огромной массе скота, которым владели инки, они делили его по цвету, ибо тот скот окрашен во многие и различные цвета, как лошади в Испании, и были у них [специальные] названия каждого цвета. Очень пятнистый скот, [но] двухцветный они называли муру-муру, а испанцы говорят мороморо. Если какой-либо ягненок отличался по цвету от свои родителей, после того как они выкармливали его, его переводили в стадо его цвета; и, таким образом, они с большой легкостью получали представление и знали о [количестве] того своего скота с помощью узлов. ибо нити [кипу] были того же цвета, что и сам скот.— Инка Гарсиласо де ла Вега. «История государства Инков», — Л., 1974, книга Пятая, Глава X, стр. 288
- Для записи законов:

"…бесчисленное их число [законов] ещё сегодня соблюдают верные индейцы, все основанные на разуме и очень во многом соответствующие законам самых великих юристов (letrado); они точно записали и доверили их узлам на нитях различного цвета, которые имелись у них для их рассказов, и они так сумели обучить им своих сыновей и потомков, что даже законы, установленные первыми королями — шестьсот лет тому назад, сохраняются в их памяти так, словно они сегодня были заново провозглашены— Инка Гарсиласо де ла Вега. «История государства Инков», — Л., 1974, книга Пятая, Глава XI, стр. 290

#### Скрученные нити смешанных цветов
Смесь цветов на кручёной нити (скручивание разноцветных нитей в одну) применялась для обозначения перечня объектов/понятий:
- «Бело-желто-голубая» нить — обозначение религиозного культа; или организации праздника в честь Бога (Солнца). «Дословно» это означало «Бог, живущий в голубом небе, создававший золото и серебро, этому он [Инка] устроил первый праздник, и [кипукамайок] размещал на ней [нити] один узел, а если то был третий, или четвёртый из тех, что устраивались в году, на неё бы вносилось три узла, или четыре»[57].
- Для определения провинций Империи Тауантинсуйу: каждая провинция имела свою смесь цветных нитей. На этой нити, в свою очередь, могла размещаться (вставляться) красная нить для обозначения погибших в своём войске «из/в такой-то провинции». Также использование цвета нитей для провинций Империи встречалось в кипу, связанных со статистикой и налогообложением таких провинций[58]. Эта же система распространялась на отчёты о географическом и экономическом описании Империи[59].
- Простым сочетанием цветов (методом смешивания) свисающих нитей без узлов могли передаваться имена собственные (согласно Антонио де ла Каланче[60]).

Другие смешивания цветов скрученных нитей (не расшифрованные):
- тип скручивания яшмовидный, когда в верёвке одного цвета встречаются нити другого цвета, обозначается в исследованиях символом «j» — «jaspeado» (яшмовый) или «h» — «hilo en la cuerda» (нить на верёвке). Встречается чаще:
  - молочно-белый — тёмно-коричневый,
  - молочно-белый — светло-коричневый,
  - белый-фламандский — светло-коричневый,
  - молочно-белый — чёрный,
  - тёмно-коричневый — жёлтый,
  - светло-коричневый — чёрный,
  - белый-фламандский — голубой,
  - молочно-белый — голубой,
  - молочно-белый — зелёный,
  - тёмно-коричневый — светло-коричневый,
  - чёрный с белым,
  - белый с коричневым,
  - красный — жёлтый,
  - красный — синий,
  - синий — чёрный,
  - молочно-белый — тёмно-коричневый — жёлтый,
  - молочно-белый — светло-коричневый — чёрный,
  - белый-фламандский — тёмно-коричневый — красный,
- тип переплетение нити одного цвета методом скручивания с нитью другого цвета (исп. torzal más torzal), обозначаемый в исследованиях символом «t+t» (встречается реже):
  - синий — красный,
  - молочно-белый — тёмно-коричневый,
  - молочно-белый — синий,
  - светло-коричневый с красным,
  - молочно-белый — красный,
  - белый-фламандский — тёмно-коричневый,
  - белый-фламандский — светло-коричневый,
  - молочно-белый — чёрный,
  - тёмно-коричневый — синий,
  - светло-коричневый — синий,
  - светло-коричневый — тёмно-коричневый и зелёный «j»,
  - тёмно-коричневый — светло-коричневый и синий «j»,
  - синий — светло-коричневый и синий «j»,
  - тёмно-коричневый — светло-коричневый и зелёный «j»,
  - белый-фламандский — тёмно-коричневый и белый «j»,
  - тёмно-коричневый и светло-коричневый «j» — синий и зелёный «j»[61].

Позиционное расположение цветов (вверху, посредине, внизу) на нити в исследованиях обозначается символами «½ + ½» (когда используются верхняя и нижняя части нити для различной окраски), «? + (? + ?)» или «1/3 + 2/3» (когда одна верхняя треть нити одного цвета, а две трети — другого), «1/4 + 3/4» (когда одна верхняя четверть нити одного цвета, а три четверти — другого), «1/4 + 1/4 + 1/2» (когда нижняя половина нити одного цвета, а верхняя разделена — на два других). Для таких случаев смешивания цветов бывают:
- «½ + ½»
  - молочно-белый — белый фламандский и красный «j».
- «1/3 + 1/3 + 1/3»
  - синий — красный — чёрный.

##### Не сочетаемые цвета нитей
Нити, скручиваемые в верёвку, не сочетались, видимо, в таких комбинациях цветности:
- все тона коричневого с красным
- все тона коричневого с зелёным

#### Цветовой ключ (дополнительный) или картуш на свисающей нити
Цвета, вышитые в верхней части каждого тонкой свисающей нити, несмотря на то, что в обоих классах (сельскохозяйственный или металлы) кипу могут быть одинаковыми, всё же показывают различные предметы: например, кукуруза, кока и стручковый перец — в одном классе; золото, изумруды и киноварь — в другом. К тому же «заплетённые вправо узлы являются именно суммой чисел, завязанных на каждой нити; и сумма могла быть отображена в нити-итоге (то есть с итоговыми значениями), куда вводилось общее количество поступивших товаров; а заплетённые влево узлы говорят о том, что это количество товаров лишь предполагалось, но они не поступили: следовательно, они не подсчитываются в итоговой нити».
Существовали различные комбинации цветов для картушей. Например, в кипу № 5 из коллекции Альтьери:
- 1-я свисающая нить: картуш белый — красный.
- 2-я свисающая нить: картуш белый — синий — красный — синий — белый.
- 3-я свисающая нить: картуш синий — красный — белый — красный — синий — красный — белый — чёрный — красный.

### «Фактор позиции»
В кипу также учитывался так называемый фактор позиции, когда определённые вещи или предметы, о которых шла речь или составлялась запись, располагались в порядке убывания значимости (по какому принципу и как — неизвестно). Так, Гарсиласо де ла Вега по этому поводу пишет, что:

Предметы, не обладающие [специфическим] цветом, располагались по своему порядку, начиная от [предметов] наивысшего качества и значения, [постепенно] переходя к менее ценным, каждая вещь в пределах своего вида [или рода], как бывает у злаковых и овощей. Возьмем для сравнения культуры Испании: вначале идет пшеница, затем ячмень, затем горох, бобы, просо и т. д. И точно так же они вели счет оружию, ставя вначале то, которое считалось самым благородным, как-то: пики, а затем дротики, лук и стрелы, дубинки и топоры, пращи и все остальное оружие, которое они имели. А когда речь шла о вассалах, они давали отчет по жителям каждого селения, а затем вместе каждой провинции: в первой нити они фиксировали стариков от шестидесяти лет и больше; во второй — зрелых людей от пятидесяти и выше, а третья фиксировала сорокалетних, и так по десять лет вплоть до грудных младенцев. Таким же образом они считали и женщин по возрасту.— Инка Гарсиласо де ла Вега. «История государства Инков», — Л., 1974, книга Шестая, Глава VIII, стр. 357
В Памятной записке, составленной на основе кипу и представленной в 1561 году кураками Хаухи в Аудиенцию Лимы, значимость для индейцев предметов быта и хозяйствования (в том числе и европейских) группировалась в определённые классы в порядке убывания. Из документа следует, что индейцы больше ценили киноа, чем картофель, а европейских кур, впервые появившихся в Перу в 1537 году, больше, чем местную дичь:
- 1.°: люди,
- 2.°: южноамериканские верблюдовые, скот,
- 3.°: ткани,
- 4.°: возделываемые продукты питания,
- 5.°: предметы из агавы,
- 6.°: керамика,
- 7.°: птицы,
- 8.°: растительные продукты некультивируемые,
- 9.°: продукты не возделываемые,
- 10.°: люди, предназначенные для перемещения (передвижения),
- 11.°: скот, предназначенный для перемещения (передвижения),
- 12.°: провизия, предназначенная для перемещения.

### Формат «образования серий»

#### Цветовые серии
Формат образования серий из свисающих нитей на главном шнуре выглядел так:
- Нить 1 — Цвет A
- Нить 2 — Цвет B
- Нить 3 — Цвет C
- Нить 4 — Цвет D
- (промежуток)
- Нить 1 — Цвет A
- Нить 2 — Цвет B
- Нить 3 — Цвет C
- Нить 4 — Цвет D
- (и т. д.)

Этот набор повторяющихся узлов на каждой нити, но разных цветов, говорил о не числовом значении кипу. Создание серий нитей (часто без узлов), видимо, упрощало составление кипу, как это делают европейцы, проставляя инициалы или аббревиатуры. Относительно таких кипу хронист Бернабе Кобо писал, что только кипукамайок, их составивший, их же и мог «прочитать».

#### Образование серий с помощью промежутков
Другим видом образования серий было расположение свисающих нитей через определённый размер промежутка между группами таких нитей, как если бы они были поделены на секции.

### Длина верёвок и нитей-подвесок
В кипу, имеющих формат «образования серий», встречаются нити-подвески одинаковой длины, но в разных «сериях», «группах». Последовательность нитей-подвесок в разных «сериях» также могла соблюдаться. Из чего видно, что длина нитей имела определённое значение и подчинялась некоему порядку.

### Кодирование числами
Каждое селение, являвшееся столицей провинции, имело свою цифру. Например, для обозначения того, что «Манко Капак, первый правитель Инка, завоевал первую столицу провинции, в нить вводился один большой узел, вторую — два больших узла, и так — со всеми остальными. Известно, что у Куско, столицы Империи, было три, или четыре узла, один над другим». Известно также, что удалённость провинции от столицы империи Куско часто ставилась в зависимость от порядкового счисления: например, чем ближе провинция, тем она или её представитель-курака ближе в службах, походах, ритуалах, церемониях к правителю инке.
Также известно, что «три узелка в форме восьмёрки в начале кипу (в одном из 21 найденных в 50-х годах XX века доктором Артуром Хименесом Борха в полу дома инкского сановника-кипукамайока в административном центре Пуручуко, около Лимы) представляют собой ссылку на место, топоним Пуручуко».

### Кодирование узлами

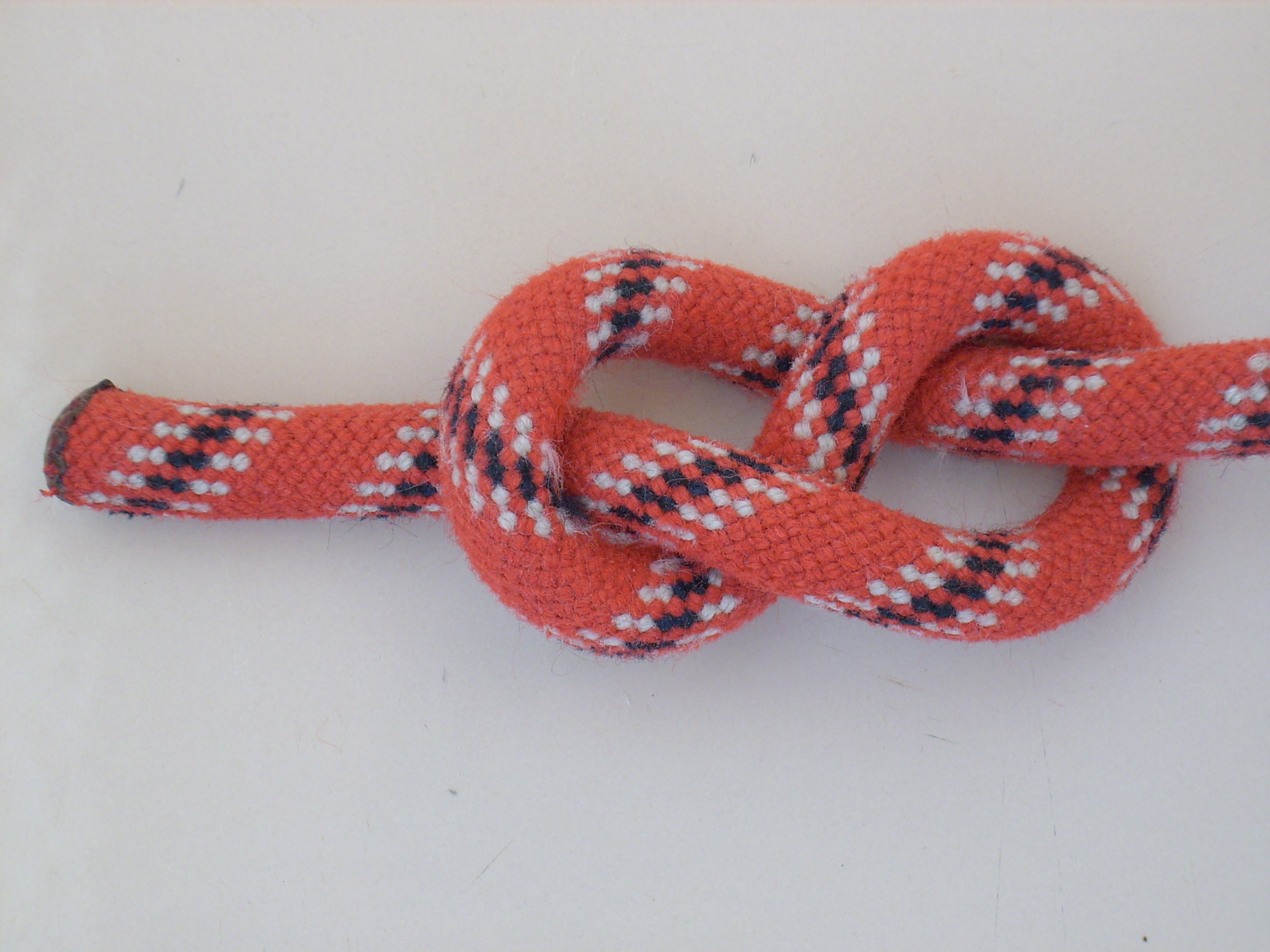
Примеры узлов кипу
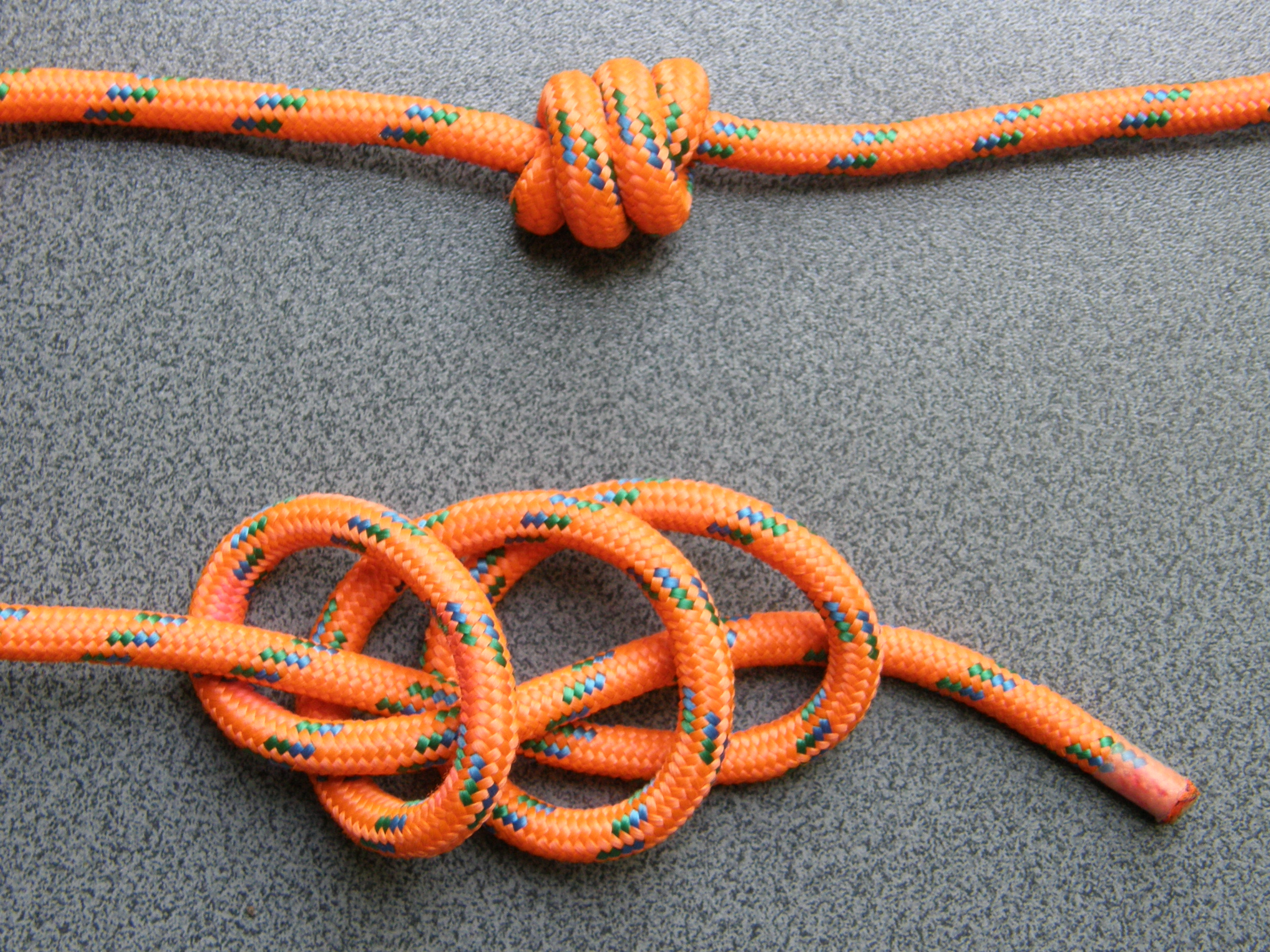
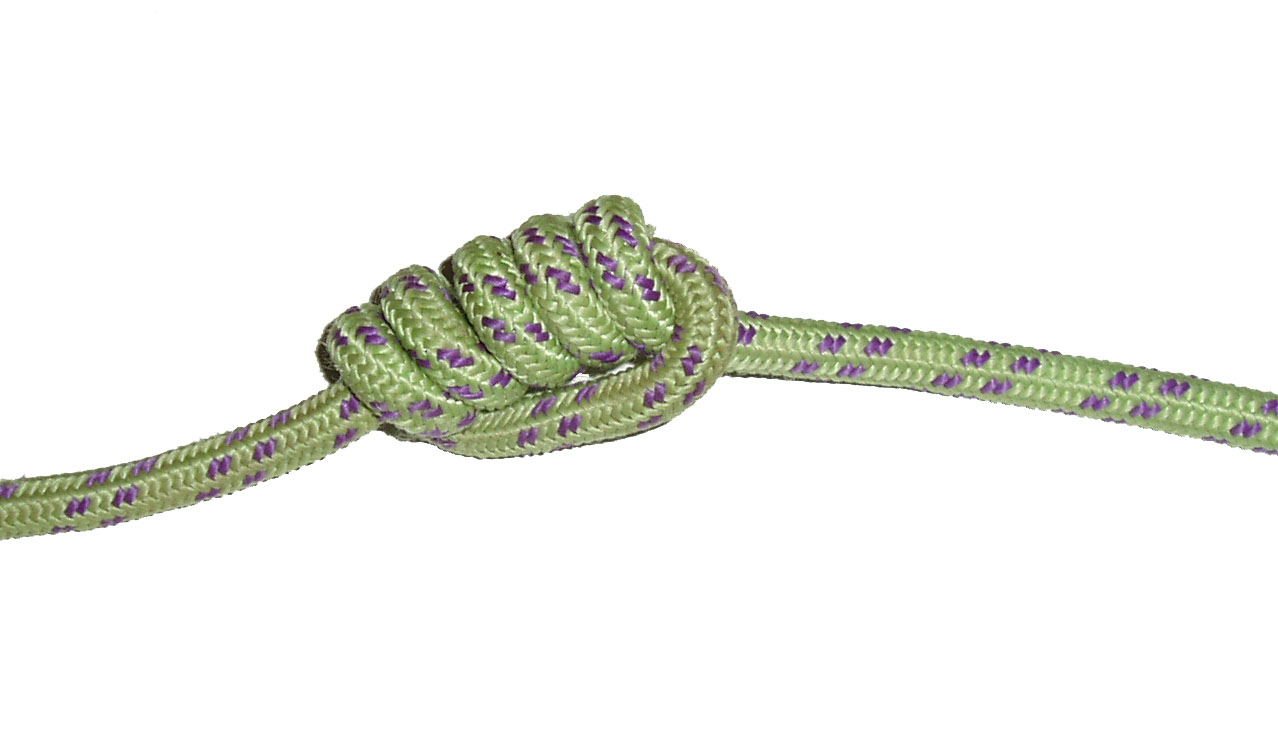

Марсия Ашер и Роберт Ашер, после анализа нескольких сотен кипу, показали, что по большей части информация в кипу является числовой, и эти числа могут быть прочитаны. Каждая группа узлов — цифра, и есть три главных типа узлов:
- простые узлы, продетые верёвкой сверху вниз;
- «длинные узлы», состоящие из продетой сверху вниз верёвки, соединённые узлом с одним или более дополнительными поворотами;
- узлы в виде цифры «восемь» — 8.

В системе Ашера четвёртый тип узла — «узел в виде восьмёрки» с дополнительным скручиванием относится к «EE». Число же представлено как последовательность групп узлов (кластеров), в основе имеющих 10 — десятичную систему счисления.
Итак:
- Степень десятка показывается положением вдоль нити и выстраивается следующими друг за другом витками;
- Цифры в положениях десятка и более высокие степени представлены группами простых узлов (например, 40 — четыре простых узла в ряд в положении «десятков»);
- Цифры в местах «единиц» представлены длинными узлами (например, 4 — это узел с 4 оборотами). Из-за манеры завязывания узлов цифра 1 не может быть показана подобным образом, и представлена в данном положении «узлом в виде восьмёрки»;
- Ноль показан отсутствием какого-либо узла в соответствующем положении;
- Поскольку однозначные числа от 0 до 9 показаны особым способом, то понятно, где число заканчивается. Поэтому одна свисающая нить в кипу может содержать несколько чисел.

Например, если 4s представляет четыре простых узла, 3L — представляет длинный узел с тремя оборотами, E — представляет «узел в виде восьмёрки», а X — представляет незаполненное место, то есть 0:
- Число 731 было бы представлено как — 7s, 3s, E;
- Число 804 было бы представлено как — 8s, X, 4L;
- Число 107, сопровождаемое числом 51, было бы представлено как — 1s, X, 7L, 5s, E.

Это прочтение может быть подтверждено следующим фактом: кипу постоянно содержат суммы, составленные систематическим путём. Например, нить может содержать сумму следующих n нитей, и эти взаимосвязи повторяются в кипу неоднократно. Иногда это также итоговые суммы. Такие взаимосвязи были бы невероятными, если бы узлы были прочитаны неправильно.
Некоторые данные не являются числами, их Ашеры называют числовые ярлыки. Они все же состоят из чисел, но получающееся в итоге число, кажется, используется в виде некоего кода, что очень похоже на наше использование чисел для опознания отдельных лиц, мест, или предметов. Испытывая недостаток контекста отдельных кипу, трудно установить, что мог бы означать какой-либо данный код. Другие виды кипу, возможно, передавали также информацию: кодирование цветом, соответствующее размещение нитей, интервал, и сама структура нитей и дополнительных ответвляющихся нитей. Некоторые утверждали, что в кипу не только одна числовая информация, а оно представляет собой и систему письменности. Это было бы особенно важным открытием, поскольку нет сохранившихся текстов, написанных на языке кечуа, в период, предшествующий испанскому вторжению. Возможные причины того, что письменный язык очевидно не обнаружен, включают:
- фактическое отсутствие письменного языка,
- уничтожение испанцами всех письменных отчётов,
- успешное сокрытие местным населением таких отчётов.

Историки Эдвард Хаймс и Джордж Ордиш полагают, что кипу являлся инструментом записи, подобным музыкальной нотной системе обозначений, в которой ноты на странице представляют основную информацию, и что исполнитель мог бы претворить в жизнь те составляющие.
В 2003 году, в то время как проверка геометрических знаков токапу, имевшихся на рисунках инкских одеяний в книге «Первая Новая Хроника и Доброе Правление», написанной Фелипом Гуаманом Пома де Айяла в 1615 году, Уильям Бернс Глинн нашёл образец, который, кажется, помогает расшифровать некоторые слова в кипу, сопоставляя узлы цветам свисающих нитей.
12 августа 2005 года номер журнала Science выходит в свет с сообщением, озаглавленного Khipu Accounting in Ancient Peru антропологом Гэри Эртоном и математиком Кэрри Дж. Брезайн. Их работа может считаться первой идентификацией кипу как нечислового явления, а последовательность трёх «узлов-в-виде-восьмёрки» в начале кипу, которое, кажется, является уникальным означающим. Это мог быть топоним для города Пуручуко (Puruchuco, около Лимы), или имя хранителя кипу, который его составил, или сам предмет, о котором идёт речь, или даже указатель времени.

### Числовые кипу
В числовых кипу расположение значений было позиционным. Расстояние между узлами (или группами узлов), обозначающими единицы, десятки, сотни и т. д., в среднем составляет от 4 до 6 см. Для примера, в наиболее часто встречающихся кипу с тремя порядками (единицы, десятки, сотни) самые верхние — сотни — расположены на свисающих нитях ниже главного шнура примерно на 10—11 см, средние — на 14—15 см, нижние — в пределах 20—35 см.

#### Обозначение некоторых чисел
В отличие от арабских цифр, где для написания числа 10 000 нужно записать 5 цифр: 1 единица и 4 нуля, в кипу достаточно было завязать 1 узел в нужной позиции свисающей нити, поскольку нулями считались пустые позиции нити. Следует заметить, что не всегда отсутствие узлов на нити обозначало «нуль», поскольку такая нить также могла представлять собой имя собственное, напр. название провинции.

#### Арифметические вычисления с помощью кипу

##### Сложение и вычитание
Производить такие арифметические операции как «сложение и вычитание с помощью кипу почти так же легко, как это делается арабскими цифрами на листе бумаги». Уже в первых словарях языка кечуа было зафиксировано слово quipuni — считать по узлам. Так, суммирование чисел 352, 223 и 324 производится завязыванием узлов на нитях в соответствующих местах и горизонтальным «прочтением» справа налево или наоборот.
| 1-я нить | 2-я нить | 3-я нить | 4-я нить (сумма) |
| -------- | -------- | -------- | ---------------- |
| 3        | 2        | 3        | 8                |
| 5        | 2        | 2        | 9                |
| 2        | 3        | 4        | 9                |

Аналогично с вычитанием. Если сложение даёт в одном горизонтальном ряду число большее, чем 9, например, 11, то десятка в виде 1-го узла переносится на верхний горизонтальный ряд. Данные операции, однако, производились на юпане, поскольку узлы в кипу делались так, что развязать их было непросто, то есть кипу — показывало и само вычисление, и его результат, в то время как юпана — либо только исходные данные, либо их результат.

### Использование в качестве календаря
Исчисление времени также осуществлялось и регистрировалось при помощи кипу, как заметил американский исследователь Гэри Эртон, и, похоже, в связке с юпаной — счётами инков. Специалисты инков, занимавшиеся календарями, назывались «кильякипок»: слово «килья» означало «Луна» (богиня Луны), «месяц», «месячный год». О «философах-астрологах» говорил Фелипе Гуаман Пома де Айяла (1615), что они в своей работе использовали кипу, он же нарисовал одного такого астролога, несущего в руке кипу, под фигурой которого написано «астролог, поэт, ведающий о вращении солнца и луны, затмениях, звёздах и кометах; о времени [наступления] воскресенья [каждые 10 дней], и месяца [каждые 30 дней], и года, и о четырёх ветрах мира, чтобы сеять с давних времён съестное».

### Использование в качестве топографической системы
Секе, имевшие своё материальное воплощение в нитях и узлах кипу, представляли собой воображаемые направляющие линии, то есть векторы, исходившие из храма Кориканча в Куско во все стороны Империи инков, а именно — к священным местам — вакам. Линии были тесно связаны не только с географией и геометрией, но и также с астрономией и социумом, поскольку каждая вака соединялась в представлении андских народов также с небесными телами: тёмными туманностями, звёздами и планетами; а также с социальными группами. В основном это были линии, связанные с паломничеством. Время у инков, действительно, до такой степени являло собой единение с пространством, занятым человеком, что ceques, линии, выходившие из центра Инкского мира, города Куско, позволяли определить не только социальные группы и 328 вак, помечающих ритуальный календарь инков из 328 дней, а некоторые ваки также считались астрономическими обсерваториями, указывающими место некоторых знаменательных солнечных и лунных позиций.

### Использование для записи законов и судебных решений
Наиболее чётко о применении кипу в качестве свода Законов инков сказано в «Докладах» вице-короля Мартина Энрикеса де Альманса. Так, инкские судьи «прибегали к помощи знаков, имевшихся в кипу и… других, имевшихся на нескольких разноцветных досках, из чего разумели, какова была вина каждого преступника».
Юрист Хуан де Матьенсо в 1567 году писал, что «тяжбы, которые индейцы вели с касиками или знатными людьми, гражданские и уголовные, их записывал в кипу тукуйрику [Тукрикук апу — руководящий, предписывающий судья, предотвращающий плохие дела]» и что приговор, выносимый алькальдами, «должен был быть записан, а если нет, то должен остаться в используемых ими кипу», и чтобы «жалобы индейцы приносили к испанскому коррехидору, а в его отсутствие — к тукуйрико, чтобы он внёс это в своё кипу на память и каждые четыре месяца ходил к городскому коррехидору, чтобы в ускоренном порядке свершить правосудие относительно жалоб, которые он носил в кипу». Сами «тукуйрикос, являвшиеся подобием коррехидоров провинций, решали тяжбы и отправляли Инке, в кипу, решения относительно преступлений». Об использовании кипу при вынесении приговоров сообщал также Гарсиласо де ла Вега:

Сообщения направлялись для того, чтобы было видно, имело ли место правильное правосудие, чтобы младшие судьи не проявляли бы небрежности в его осуществлении, и, если они его не осуществляли, их строго наказывали. Это было подобно тайным проверкам на месте (гecidencia), которые осуществлялись каждый месяц. Формой передачи таких сообщений инке и его [людям] из его верховного совета были узлы, завязывавшиеся на шнурах разного цвета, которыми они объяснялись, как на цифрах, ибо узлы такого и такого цвета говорили о преступлениях, которые были наказаны, а определённые ниточки различного цвета, которыми были перехвачены более толстые шнуры, говорили о наказаниях, которые были осуществлены, и о законах, которые были применены. И таким образом они понимали друг друга, ибо не имели письма (letras).— Инка Гарсиласо де ла Вега. «История государства Инков», — Л., 1974, книга Вторая, Глава XIII, стр. 101
Разрисованные доски и кипу, содержавшие своды законов, были уничтожены испанцами во время завоевания Империи инков и города Куско в частности.

## Упоминания колониальных историков

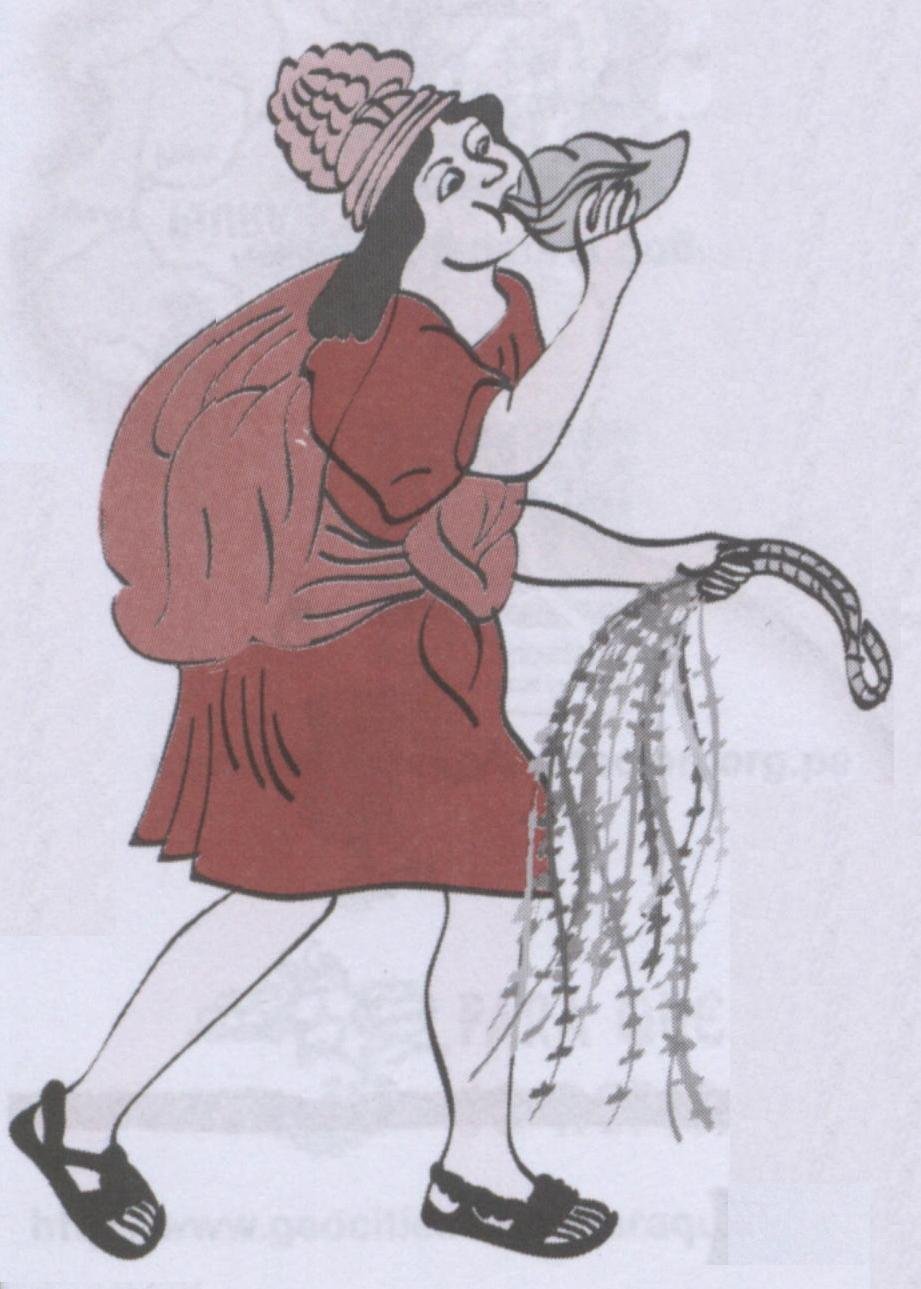
Гравюра XVI века, изображающая часки, почтового гонца у инков, держащего кипу в левой руке и раковину-горн — в правой

### Писарро, 1533
Хронологически первые сведения о кипу известны из письма Эрнандо Писарро к Королевской аудиенсии, написанного в 1533 году. Писарро подчёркивал, что использование кипу было всеобъемлющим, и что учёту подвергались различные предметы, ресурсы и люди. Так, он писал, что «у Калькучимы было много людей, и очень хороших, которых он, в присутствии христиан, подсчитал с помощью своих узлов», и что таковых вышло «35 тысяч индейцев».

### Сообщение кипукамайоков, 1542
Упоминание о кипу имеется в «Сообщении кипукамайоков» (Relacion de Quipucamayos), написанном в 1542 году:

Эти кипукамайо[ки] были наподобие историков или учётчиков расчетов, и их было много, и во всех них было соответствие в их кипу и рассказах; их единственным занятием было вести важный учёт [сведений] с помощью своих кипу будь то о происхождении и начале Инков, будь то о каждом из них в отдельности, от рождения каждого, а также об остальных делах, случившихся во времена каждого из этих правителей. Они были обязаны информировать и отчитываться обо всём, о чём бы их не запросили, и были обязаны обучать своих детей, и хорошенько их проверять, показывая им значения каждой вещи— Сообщение кипукамайоков (1542)
О копиях записей в кипу у различных кипукамайоков сказано, что: «Тех, кого привели к Вака де Кастро, попросили время, чтобы подготовить свои кипу, и проверить их, каждого по отдельности друг от друга, чтобы увидеть, согласуются ли они друг с другом в рассказах, которые каждый давал». Указывается единственный источник историй и рассказов — кипу. «Те (испанцы) записывали, то, что с помощью кипу, излагалось», «По отчётам из кипу», «давая отчёт о древностях, эти учётчики говорили». О возможном способе передачи информации с помощью кипу также говорится, что: два кипукамайока, жители Пакаритамбо, сообщили, что «их отцы и дедушки кипукамайоки, из инков, рассказывали своим детям и внукам, наказывая держать это в тайне, [что] Манко Капак был первым Инкой, сыном одного кураки, правителя Пакаритамбо, имени которого они не [смогли] дознаться, но поскольку они оттуда же, то смогли выяснить его происхождение». О государственном обеспечении говорится, что: «этим [кипукамайокам] выделялась весьма полноценная доля из всего рода провизии на каждый месяц года, и им предоставлялись жены и слуги, и у них не должно было быть другого занятия, кроме как тщательно вести учёт с помощью своих кипу, и хорошенько их составляя соответственно правдивому сообщению».

### Педро де Сьеса де Леон, 1553—1554

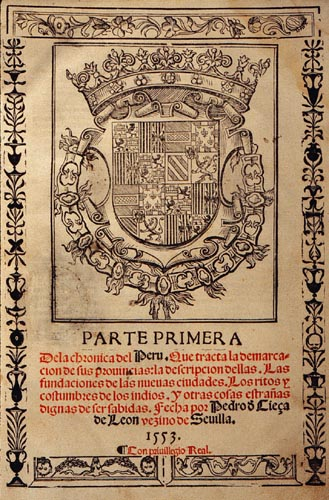
Первая часть книги «Хроника Перу»

Первым испанским автором, упоминающим о кипу, стал Педро де Сьеса де Леон, опубликовавший в 1553 году работу «Хроника Перу». Во второй части хроники (1554 год) он охарактеризовал кипу следующим образом:

Кроме того у них был и другой устав, [из коего] знали и ведали о том, как нужно было осуществлять взимание податей, [управление] провинциями, обеспечение, будь то при прохождении короля с армией, будь то при посещении им королевства, или не вникая во всё это, разуметь, что поступало в хранилища и платили подданные, таким образом, чтобы не нанести им [какого-либо] убытку, так ладно и толково, что они наголову превосходили мастерство письменности, использовавшееся мексиканцами для их подсчётов и торговли. И это были кипу, являющие из себя большие нити связанных верёвок, и те, кто этим занимался, были счетоводами, ведавшими числами этих узлов, с их помощью они предоставляли сведения об осуществлённых расходах или о других вещах, случившихся много лет тому назад; и этими узлами они считали от одного до десяти, и от десяти до ста, а от ста до тысячи; и [в] одной из этих нитей содержится подсчёт [чего-то] одного, а в другой — другого, и таким образом это делается, что для нас этот счёт остроумен и таинственен, а для них самый заурядный.— Педро де Сьеса де Леон. «Хроника Перу», Часть вторая, Глава XII
Он же сообщил о небывалой точности учёта с помощью кипу: «В каждой столице провинции были счетоводы, называемые кипукамайо[ки] [quiposcamayos], и с помощью этих узлов они вели исчисление и учёт необходимых податей, уплачиваемых жителями того района, начиная с серебра, золота, одежды и скота, и заканчивая дровами, и другими куда более незначительными вещами; и с помощью этих самых кипу по истечении одного года, или десяти, или двадцати, извещали того, кому было поручено собирать отчёт[ы]; и столь хорошо это делалось, что и пару альпаргат нельзя было утаить».

#### О сроках отчётности по кипу
Сьеса де Леон приводил сведения о количестве должностей кипукамайоков в отдельно взятой территориальной единице: «и в каждой долине этот учёт имеется и сегодня, и всегда в постоялых дворах столько счетоводов, сколько в ней [долине] управителей, и каждые четыре месяца они предоставляют свои отчёты вышеупомянутым способом».
Для провинций устанавливался срок подачи отчётности — 1 год, поскольку «в конце года каждая провинция приказывала внести в кипу по количеству его узлов всех людей, как умерших там в тот год, так и, соответственно, тех, кто родился. И к началу года, в который вступали, они приходили в Куско с кипу, по которым становилось понятно, сколько в тот год родилось, и сколько умерло».

### Педро Гутьеррес де Санта Клара, 1565
В своей «Истории Гражданских Войн в Перу (1544—1548)», опубликованной в 1565 году, Гутьеррес де Санта Клара приводит детальный обзор счётного кипу, связанного с использованием юпаны, а также отдельного кодированного «нарративного» кипу, и для каждого приводит различные счётные ряды:

Они считали в числах от единицы до десяти, и десять до ста, и сто до тысячи, и десять сотень до десяти тысяч, и десять тысяч до десяти сотень тысяч, так что с помощью этого счёта они могли совершать [счёт] до четырёх или пяти миллионов. Ведут они счёт с помощью маленьких камней и с помощью особых узлов, сделанных у них на нескольких шерстяных и хлопковых нитях, каковые из многих и различных цветов, что они называют куйпос [должно быть: «кипос»], и с помощью этого счёта они держат в памяти то, что было сделано в прошлые времена, как если бы они были древнейшими книгами, и потому они рассказывают/считают то/ о том, что произошло 500 лет назад, и даже больше. Этот род куйпос — это несколько узлов, сделанных на нескольких скрученных веревках, и длиной в 1 вару [исп. единица измерения расстояний, равная 835,9 мм], и с их помощью они считают дни, месяцы и годы, и с их помощью они делали единицы, сотни, тысячи, десятки тысяч, сотни тысяч и [делали/производили] счёты/расчёты. Точно также они считали по этим узлам [вариант: «рассказывали с помощью этих узлов о»] события древних времён, и сколько королей Инков было, и об их именах, и сколько каждый правил, и в каком возрасте он был, когда умер, и был ли он хорошим или плохим, и был ли храбрым или трусом; наконец, то, что можно было извлечь из наших книг, извлекалось из узлов эти куйпос. У них было больше изобилие этих счетов/отчётов или узлов в нескольких помещениях, наподобие нотариальных актов, как они есть у королевских нотариусов в их архивах, таким образом, что тот, кто хочет узнать что-нибудь только и делает, что идёт к тем, кто этой службой занимался и спрашивал их: сколько времени прошло с тех пор, как это случилось? и, что было из случившегося в давние времена между Ингами? Затем он показывал много куйпос или верёвки, и извлекал из них то [кипу], которое было необходимо, чтобы с его помощью и по узлам дать отчёт и сообщить обо всем том, о чём его спрашивали; и потому были школы для детей, где они учились этим вещам и многим другим.— Colección de libros y documentos referentes à la historia de América. Tomo IV. Pedro Gutiérrez de Santa Clara. Historia de las guerras civiles del Perú (1544—1548) y de otros sucesos de las Indias. Tomo tercero. — Madrid: Libreria general de Victoriano Suárez, 1905. — p. 548—549 (592 p.)
.

### Гарси Диес де Сан-Мигель, 1567
Испанский чиновник Гарси Диес де Сан-Мигель в своём «Докладе», опубликованном в 1567 году, наиболее подробно исследовал систему податей и миты в провинции Чукуито (возле озера Титикака), сообщил о высокой точности учёта, наличии должности главного кипукамайока в селении, разделявшемся на две общины; и соответственно, имелось два частично параллельных учёта в одном селении. Он же наиболее точно сообщил о том, лица каких возрастов были плательщиками подати:

Того касика и кипукамайо[ка] спросили о том, каких возрастов, и какие индейцы платили подать во времени Инки. Они сказали, что мужчины от тридцати до шестидесяти лет платили подать, а старики от названного возраста и выше ничего не платили, и что молодые люди от тридцати лет и ниже, а также мальчики [занимались тем, что] обслуживали переноску раковин моллюсков [caracoles], и перьев, и птиц, и собирали грибы, и носили дрова и солому, и другие вещи, как он им приказывал, и что все индейцы, содержавшиеся в заявлении вышеупомянутого дона Мартина Кари, те же самые, что и в его кипу, были индейцами-плательщиками подати от названных тридцати до шестидесяти лет […]— Гарси Диес де Сан-Мигель. «Доклад» (1567)

### Франсиско де Толедо, 1572

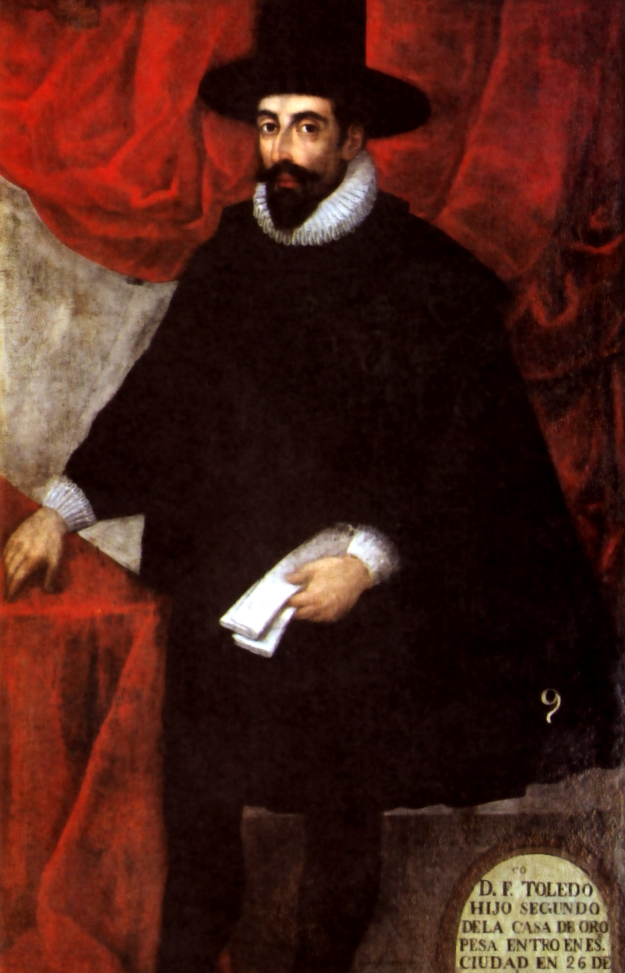
Франсиско де Толедо

Губернатор Перу Франсиско де Толедо по-своему интересовался историей инков и, внедряя свои уложения, всячески старался изобразить правителей инков тиранами и оккупантами, при этом собрав, с помощью своих чиновников, ряд очень интересных сведений о кипу и знаках инков:

Собранные вместе [индейцы, нотариус, коррехидор Ондегардо, переводчик и прочие], вышеназванный алькальд Двора [Grabiel de Loarte], через вышеупомянутого переводчика [Gonzalo Gómez Jiménez] получил и принял от них клятву Господом, по форме, и в виде креста, совершенное их руками, о том, что они будут говорить правду, о чём знают и о том, что их будут спрашивать; когда клятва была принята, вышеупомянутым индейцам было прочитано всё то, что было записано и нарисовано на тех четырёх полотнах, как об идолах инков, так и об ожерельях [medallas — «эмблемы», «ожерелья»] у их женщин или родов [ayllos], и история из каёмок [la historia de las cenefas] о том, что случилось во времена каждого Инки, и легенда [о нём] и примечательности, размещённые на первом полотне, они говорят, что из Тамботоко [Инки или плотно?], и легенды [сказки] о деяниях Виракочи, идущие на каёмке первого полотна по [его] основанию и начало Истории, каждое по отдельности…— Письмо Дона Франсиско де Толедо в Совет Индий, Куско, 1 марта 1572 г.

### Поло де Ондегардо, 1559—1572
Большой знаток индейских древностей Поло де Ондегардо («Доклад о происхождении инков, и о том, как они расширили свои завоевания», 1572 год), первым из европейцев обнаруживший мумии правителей инков, благодаря кипу дал одну из наиболее достоверных первоначальных версий о сроках правления инков:

Они [инки] сохраняют воспоминание об этих Правителях с помощью своих кипу, но если мы рассудим по времени, какое каждый, как сказано, жил, исторический период не может быть расположен далее в прошлое, чем на четыре сотни лет, [и это] самое раннее.— Хуан Поло де Ондегардо. Доклад о происхождении Инков, и о том, как они расширили свои завоевания, 1572

### Кристобаль де Молина, 1572
Об упорядочивании и реформировании системы кипу в 1575 году в своём «Докладе о сказаниях и обрядах инков» сообщает священник Кристобаль де Молина:

Сама система стала более совершенной при инке Юпанки, который первым начал завоёвывать эту землю, до него же инки не продвинулись дальше окрестностей Куско, что явствует из доклада ныне пребывающему в руках вашего Преподобия. Этот инка, оказывается, первый, кто приказал и учредил церемонии и культ. Он был тем, кто установил 12 месяцев года, давая имена каждому, и предписавший церемонии, какие должно соблюдать в каждом. Даже несмотря на то, что его предки использовали месяца и года, подсчитывая с помощью кипу, они всё ещё никогда перед тем не упорядочили их в такой порядок, до времён этого Владыки.— Кристобаль де Молина. Доклад о Сказаниях и Обрядах Инков, 1575
Он же сообщает о записях хронологического характера:

Тем не менее, у них очень прелестный способ считать с помощью шерстяных верёвок и узлов, шерсть же различных цветов. Они называют их кипу, они могут понимать так много по ним значения, что они могут давать отчёт обо всех событиях, которые случились в их земле более чем в 500 лет. У них имеются знатоки-индейцы, являвшиеся мастерами в искусстве читать кипу, и знание передавалось по наследству из поколения в поколение, да так что наименьшая вещь не терялась.— Кристобаль де Молина. «Доклад о сказаниях и обрядах инков», 1575 год

### Фернандо Мурильо де ла Серда, 1589
Характер использования кипу в учётных (бухгалтерских) операциях прихода, расхода, оплаты податей, получения и выдачи продукции индейцев описан испанским чиновником Фернандо Мурильо де ла Серда в 1589 году:

Сегодня [1589?] здесь продолжается использование неких кипу, которые мы называем книгами счетов, несмотря на то, что у индейцев не было таких вещей, как счетоводные книги, кроме тех кипу, являющие собою несколько шерстяных верёвок различных цветов, а на них множество узлов, как вот здесь показано [изображение не приводится в издании, но имеется в рукописи]. Одни отличаются от других, так что по разнообразию они распознают и узнают в учёте величины поступившие и израсходованные, и золотые и серебряные песо, отданные, и уплаченные, и полученные. Испанцы не уразумели этот вид учёта, когда завоевали королевство, не смогли они изучить его и по сей день. Это счетоводство имеет хорошее доверие в тех городах только среди некоторых заслуживающих доверия индейцев, которых они называют кипо камайос [quypo camayos], аки управляющие делами тех отчётов и аки главные счетоводы [contadores mayores]. Учёт всего домашнего скота, и плодов и общинных полей — вот их обязанность… и эти кипу камайос составляют отчёт пред судебными властями, и устно дают отчет обо всём.— Фернандо Мурильо де ла Серда. Письмо о знаках, использовавшихся Индейцами до завоевания, 1589

### Хосе де Акоста, 1590

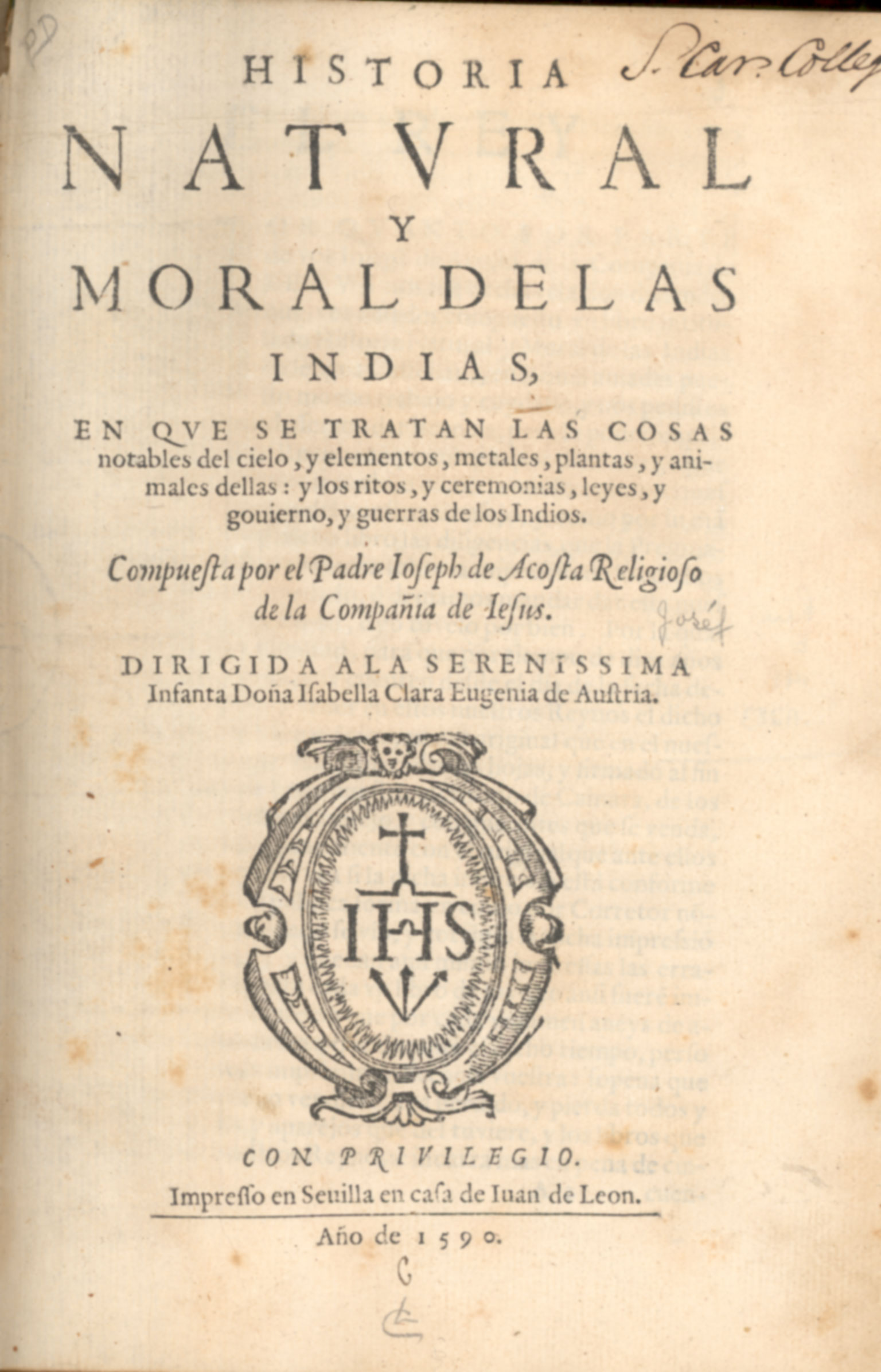
Титульный лист «Естественной и нравственной истории Индий». Севилья, 1590 год

Историк Акоста упоминает о различных видах кипу:

Окромя этих кипу с нитями, у них есть другие [кипу-юпана] с камушками, по которым они точно выучивают слова, которые хотят достать из памяти.— Acosta, Joseph de. Historia natural y moral de las Indias, 1590
И именно по этому виду кипу идёт сочетание с вербальным-«записанным» материалом.
Этот хронист наиболее подробно останавливается и на юпане, которую описывает как род кипу, сделанных:

…из зёрен маиса, — дело это восхитительное; поскольку это очень сложное вычисление, в котором хорошему счетоводу с пером и чернилами будет трудно определить, сколько каждый должен получить, взяв столько-то оттуда и добавив столько-то отсюда, и с сотнями других повторяющихся слов [действий]. Эти индейцы возьмут свои зёрна и положат одно здесь, три там, восемь, не знаю где; они переместят одно зерно отсюда, обменяют три оттуда, и, в сущности, завершат свой подсчёт точно, без малейшей ошибки, и они знают гораздо лучше, как вести учёт, и отчитываться за то, что каждый должен заплатить, чем мы можем сделать это с помощью пера и чернил.— Acosta, Joseph de. «Historia natural y moral de las Indias», 1590 год
Он сравнивает вычисления индейцев с вычислениями, которые мог бы осуществить только большой специалист с помощью пера и бумаги.
Акоста упоминает и о том, что тексты христианских молитв у индейцев выкладывались на земле в виде «колёс», которые можно было «читать» для освежения памяти: «Окромя этих кипу с нитями, у них есть другие [кипу — юпана] с камешками, по которым они точно выучивают слова, которые хотят достать из памяти». В оригинале идёт речь о другом виде кипу, и именно по нему идёт сочетание с вербальным/«записанным» материалом. Но, как видно, «другим видом кипу» Акоста называл юпану. Дальше у него речь идёт о немощных стариках с колесом, выполненным из камушков (как выглядел этот «круг» или «колесо камушков», не ясно). Эти «колёса камушков», как это ни парадоксально, содержат «текст» разнообразных молитв. Дальше сказано: «И что примечательно, так это видеть, как они устраняют ошибки, когда ошибаются, и внесение исправления состоит всего-то из поглядывания на свои камушки…», и ещё: «…Таких обычно немало на церковных кладбищах для этой цели [то есть, для составления молитв]».

### Инка Гарсиласо де ла Вега, 1609
Одно из наиболее пространных сообщений о кипу находится в книге «Подлинные комментарии» Инки Гарсиласо де ла Веги, опубликованной в 1609 году:

Об арифметике они знали много и восхитительным образом, ибо узелками, завязанными на нитях различных цветов, они вели счёт всему тому, что имелось в королевстве инков, по обложению и освобождению от налогов и контрибуций. Они суммировали, вычитали и умножали теми узелками, а чтобы знать, что приходится на каждое селения, они осуществляли деление зёрнами маиса и камушками, и таким образом у них получался точный счёт. И, поскольку по каждому делу в мире и на войне, по вассалам, налогам, скоту, законам, церемониям и всему остальному, что требовало счёта, у них имелись самостоятельные счётчики; и они занимались в своих министерствах и со своими счётами, они с лёгкостью вели [счёт], потому что счёт каждого из тех предметов (cosa) находился в самостоятельных нитях и связках [нитей], словно в отдельных тетрадях; и, если даже один индеец отвечал бы (как старший счётчик) за два, или три, или более предметов, счёт по каждому предмету вёлся бы отдельно. Дальше мы дадим более подробное сообщение о способе счёта, и [о том,] как они понимали друг друга с помощью нитей и узлов.— Инка Гарсиласо де ла Вега. «История государства Инков», — Л., 1974, книга Вторая, Глава XXVI, стр. 129
Инка Гарсиласо де ла Вега, приводя пример песни Сумак Ньюста, выписанного из рукописей Бласа Валера, сообщает: «Отец Блас Валера говорит, что сказку и стихи он обнаружил в узлах и отчётах одних древних анналов; и они были заключены в нитях разного цвета, а что о традиции стихов и легенд ему рассказали индейцы-счётчики, которым были поручены узлы и исторические отчёты».

### Мартин де Муруа, 1618
Мартин де Муруа сообщает в своей книге «Общая история Перу», опубликованной в 1618 году, об использовании кипу в качестве календаря:

Эти кипу были [как бы] родом узлов, сделанных на нескольких немного толстоватых шерстяных шнурах и [были] различных цветов. По ним считали и сообщали дни, недели, месяцы и годы.— Murua, Martin de. «Historia general del Peru, origen y descendencia de los lncas, pueblos y ciudades». — 1618 год.
Есть у него сведения и насчёт разнообразия видов кипу:

Было и другое диво, что каждая провинция, имея свой собственный родной язык, также имела новый [другой; отличный] вид кипу, и новую его манеру [составления].— Murua, Martin de. «Historia general del Peru, origen y descendencia de los lncas, pueblos y ciudades». — 1618 год.
А также сведения об использовании кипу в демографической статистике и управлении трудовыми ресурсами: «они вели подсчёт всех людей селения, взрослых и детей» и «маркакамайос прибегали к помощи кипу для назначения людей каждого селения согласно их занятию или работы».

### Блас Валера, 1618

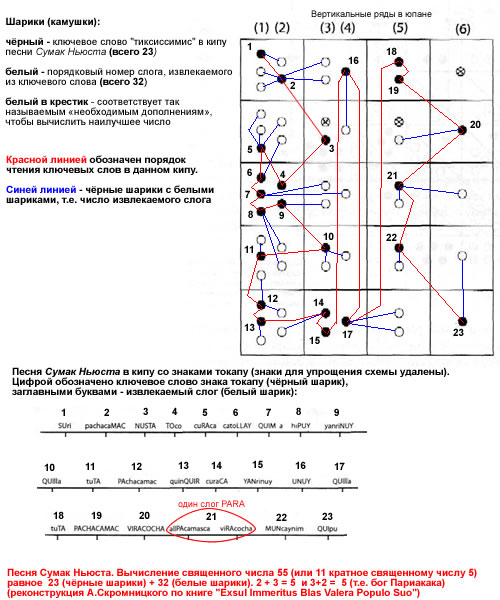
Юпана инков. Песня Сумак Ньюста. Дешифровка по книге «Exsul Immeritus Blas Valera Populo Suo», CLUEB, Болонья, 2007 год. Схематическая реконструкция С. А. Куприенко

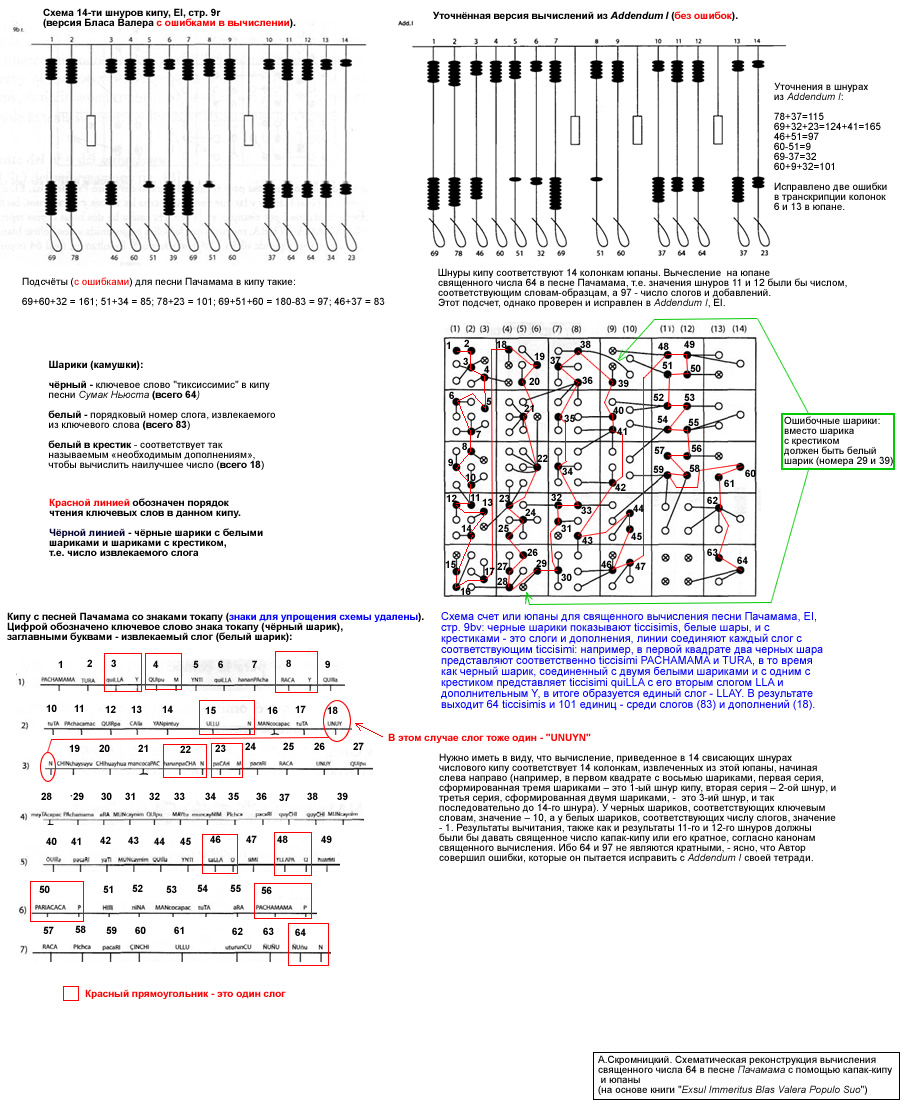
Юпана инков. Песня Пачамама. Дешифровка по книге «Exsul Immeritus Blas Valera Populo Suo», CLUEB, Болонья, 2007 год. Схематическая реконструкция С. А. Куприенко

#### Песня Сумак Ньюста в кипу
Песня Сумак Ньюста приводится как у Гарсиласо де ла Вега (в стихотворной форме), так и у Бласа Валера (в форме кипу, с вычислением на юпане) в таком виде:

Красивая принцесса, твой брат твой большой кувшин разбивает, твои воды Пачакамак посылает твой дождь.
Оригинальный текст (кечуа)SUMAC ÑUSTA TORALLAY QUIM PUYNUY QUITA PAQUIR CAYAN UNUY QUITA PACHACAMAC VIRACOCHA PARAMUNQUI.
— «Exsul immeritus blas valera populo suo e historia et rudimenta linguae piruanorum». — Bologna, 2007 год; страница 371.

#### Песня Пачамама в кипу
Сама песня Сумак Ньюста была изначально посвящена богине Пачамама и имела несколько другой текст:

Мать Земля, твой брат Солнце и Луч твою вульву сейчас пробивает, его сперма обильно течёт из его пениса и потому ты, о вульва, свои воды будешь проливать дождём и иногда будет сыпаться град и идти снег. Потом крепкий член великого Солнца и / Луча и Париакаки будет сильно метаться в изобильной вульве Матери Земли.
Оригинальный текст (кечуа)PACHAMAMA TURALLAYQUIM YNTILLAPA RACAYQUITA PAQUIRCAYAN ULLUNMANTA UNUYN CINCHI PACCHAN CAMRI RACA UNUYQUITA PARAMUNQUI MAYNIMPIRI CHICHIMUNQUI RITIMUNQUI YNTILLAQMI YLLAPAQMI PARIACACAP HINAMANTARA PACHAMAMAP RACAPIRI CINCHI ULLU CUÑUÑUÑUN.
— «Exsul immeritus blas valera populo suo e historia et rudimenta linguae piruanorum». — Bologna, 2007 год; страницы 373-374.

#### Разнообразие видов кипу
Сведения Бласа Валера не находят пока признания у ряда историков (см. ниже спорные вопросы), так как его произведение, изданное в 2007 году, считают фальшивкой. Всё же этот автор перечисляет такие виды колониального кипу (созданного или переделанного под церковные цели) и, возможно, отчасти инкского:
- учебные кипу — азбука для младших детей, обучаемых азам с помощью игрушечных кипу;
- школьное и королевское слоговое кипу — кипу для детей знати, учащихся в школах Ячайваси, где уклон в обучении делался на философию, теологию, специфическую нелинейную математику (аналогов которой в старом свете не существует, так как она не подчинялась стандартной логике) и вычисление священных чисел с помощью мифов, легенд, абстрактных конструкций;
- похоронное ритуальное кипу — кипу для погребений, используемое как молитва и отличающееся тем, что со шнура его свисали деревянные разрисованные дощечки;
- астрономические-календарные кипу — кипу для учёта времени по календарю, позволяющие вести учёт лунных и солнечных затмений, фаз луны, появлений звёзд и тёмных участков неба (андских «созвездий»), зенитов Солнца, солнцестояния;
- математические числовые позиционные счётные кипу — кипу для самых сложных вычислений мудрецами-математиками. Подсобный необходимый инструмент — калькулятор юпана;
- кипу для повседневного счёта — упрощённая разновидность предыдущего кипу. Использовались пастухами и другими для ведения учёта единиц учёта, доступных пространственному осмотру (лам, скота и прочих);
- кипу географические — кипу на основе направлений — линий секе. Нечто вроде системы географических координат. Тесно связано с астрономическими наблюдениями и измерениями времени[110].

### Пабло Хосе де Арриага, 1621
Арриага являлся главным виновником, инициировавшим и руководившим уничтожением кипу у инков. При этом он, как и Диего де Ланда у народов майя, оставил ряд уникальных сведений о кипу:
- «Увещевая их в катехизисах, дабы все имели изображения святых, носили чётки, и разделились многие из них, познав выгоду святого учения, и объяснено им, что сделать им из крупной чакиры, которую обычно носят женщины на шее в виде украшения; или что сделать им из тонких верёвок, и узлов, то есть кипу, хотя большинство посылает их потом покупать там, где их находят. И мне говорил один Испанец, что лучшее дело, чем доход от сельского хозяйства, это ходить вслед за Отцами, продавая чётки среди Индейцев. Да так что во многих селениях, когда мы прибываем в них, мало тех, у кого есть чётки, но когда мы уходим, обычно меньше тех, у кого их нет, и для того, чтобы они лучше научились молиться [по] чёткам, мы молимся с ними несколько раз вслух».[111]
- «Когда речь идёт об их исповеди, нужно сказать, что они делают свои кипу, чтобы исповедаться, и что многие исповедаются с помощью них очень хорошо. В одной проповеди, или катехизисе, им упоминается об отпущении грехов, которое нам предоставил [Его] Святейшество Павел V»[112].
- «Эти и остальные вещи, о которых упоминается в докладе, будут досконально осмотрены и изучены Виситадором; и другие сходные вещи, которые в других местах будут найдены; и время покажет; и опыт раскроет; должен опросить Виситадор трёх или четырёх лиц, как было сказано выше, или каких-нибудь других, которых они упомянут; не всё сразу, и не очень поспешно, а обстоятельно, и давая им время подумать, над тем, что они забыли. А тем, кто умеет писать, дать бумагу и чернила, чтобы они написали всё то, что знают, или сделали кипу об этом, или рассказали [посчитали] с помощью зёрен кукурузы; и се способ очень распространённый среди Индейцев. Всегда следует пригрозить им, что, если покажутся какие-либо Ваки, больше, чем они говорили, или какие-нибудь Колдуны, больше, чем они заявили: они должны быть наказаны, и т. д.»[113].
- «Первое, что нужно сделать, это: после Мессы, и Проповеди, где будет прочитан указ, позвать в его дом, при помощи Алькальдов, или Касиков, главных Колдунов Айлью [рода]; и собрав вместе, заставить их немного подумать, предупредив их, что им нужно исследовать свои Ваки, Обряды, и Церемонии, с одной стороны осыпая их ласками, любовью, а с другой — угрожая им, [что] если они скроют [что-либо], и [нужно] дать им какой-то срок, чтобы они подумали над этим хорошо, и составили свои кипу, а потом каждого в отдельности проверить Виситадор; хотя будет лучше, если присутствовать будет один из Отцов [церкви], чтобы он также уговорил Индейцев, и помог Виситадору; и было возможно иногда, чтобы они подтвердили то, что будет написано Нотариусом, Советником, или Свидетелем; но не хорошо, что присутствует Священник Селения, потому что они убегают, и стесняются быть откровенными, и высказываться перед ним»[114].

### Антонио де ла Каланча, 1639
Испанский хронист Антонио де ла Каланча написал в своей Cronica moralizada, опубликованной в 1639 году, что кипу при помощи различных символов-определителей передавали имена собственные и названия провинций. Он привёл также пример весьма сложного понятийного построения для фразы:

…Что до Манкокапака, являвшегося первым Королём Ингой, в этой земле не было ни Королей, и начальников, ни культа, ни поклонения; и что на четвёртый год своего Царствования он подчинил десять Провинций; и что он завоевал какую-то благодаря гибели своих врагов, в каковой войне погибло три тысячи своих; и что он в этих добычах захватил тысячу фунтов золота и тридцать тысяч — серебра; и что в благодарность за победу он устроил такой-то праздник Солнцу.— Антонио де ла Каланча. «Моральная хроника Ордена Святого Августина в Перу». Том 1, страница 176.
Антонио де ла Каланча дал единственную известную дешифровку построения кипу именно по этой фразе, детально расписав, на каких нитях, какого цвета, какое количество узлов находилось.

### Фернандо де Монтесинос, 1642—1644
Фернандо де Монтесинос в своих «Памятных сведениях», опубликованных с 1642 по 1644 годы, оставил ряд сведений о хронологии и календарно-астрономическом характере использования инками кипу: «На третий год правления этого царя и на шестой год после наступления третьего Солнца, что согласно счёту наших историков соответствует второй эпохе мира [segunda hedad del mundo], в этом царстве жили, совершенно забыв добрые обычаи и предавшись всем видам пороков. По этой причине, говорят древние амаута, а они выучили это от старших и сохранили в памяти благодаря своим кипу [quipo] для вечной памяти, что Солнце утомилось совершать свой путь и скрыло от живущих, в наказание им, свой свет, и не рассветало более двадцати часов».
Монтесинос также сообщил о том, что до кипу существовала пиктографическая письменность, но она была запрещена:

Тогда царь скрыл свои чувства, и совершил великие жертвоприношения и спрашивал Ильятиси Виракочу. Ответ был, что причиной заразной болезни были буквы, и чтобы никто их не использовал и вновь к ним не возвращался, ибо от их использования они должны будут претерпеть наибольший ущерб. Из-за этого Топа Каури установил законом, чтобы под страхом смерти никто не имел бы дела с килькой [quilca], которая была пергаментами и листьями определённых деревьев, на которых они писали, и чтобы никоим образом не пользовались письмом. Этот оракул, его они соблюдали с такой тщательностью, что после этой утраты перуанцы никогда не пользовались буквами, так что когда некоторое время спустя один мудрый амаута изобрёл некие /64/ знаки, его сожгли живьём, и так с тех пор использовали нить и кипо с различиями, как мы увидим.

Он также устроил в Пакаритамбо [Pacaritambo] подобие университета, где знатные заботились об упражнениях в военном деле и о мальчиках. Их обучали способу считать при помощи кипо, добавляя разные цвета, которые служили буквами, из-за чего было облагорожено их маленькое государство.— Фернандо де Монтесинос. «Древние исторические и политические памятные сведения о Перу». Глава 15, страница 64.

### Бернабе Кобо, 1653
Один из наиболее авторитетных историков, описавших историю инков, Бернабе Кобо сообщал о кипу следующее:

Вместо письма они использовали нити или тонкие шнуры из шерсти, наподобие тех, что мы нанизываем «чётки», которые называют «киппо», и с помощью этих памяток и списков они сберегают память о своих делах, и отчитываются о приходе и расходе министры двора и учётчики Инки. Книгой или тетрадью им служит пучок этих кипо, у которых разнообразные нити различных цветов, и на каждой имеются разные узлы и завязки, они являлись числами и обозначениями [figuras — или изображениями, так как это слово в испанском обозначало что-то визуальное], означавшими различные вещи. Сегодня встречается много связок этих кипу, очень древних, различных цветов, с множеством узлов, которые, как поясняют индейцы в них сведущие, объясняют многие дела старины, содержащиеся в них.— Бернабе Кобо «История Нового Света», Севилья, 1892 год, том 3, страница 295
Но у него есть и эпизод о том, как по кипу нашли конкретного человека, проводника при постоялом дворе (испанское название — Tambo de Cordoba), убившего одного испанца. Человек этот был из вполне определённого селения — Guaytará. Вот что пишет Бернабе Кобо:

Когда прошло шесть лет [с даты убийства]…Обнаружили Кипукамайоки [поскольку «губернатору посоветовали провести следствие, чтобы узнать индейца, приставленного проводником к испанцу», он и решил у них допытаться] с помощью своих кипу индейца, являвшегося тем, которого приставили в качестве проводника вышеназванному испанцу, когда он ушёл из того постоялого двора.— Бернабе Кобо «История Нового Света», Севилья, 1892 год, том 3, страница 297
И что примечательно, дальше Кобо пишет, в противовес этой исторической справке, что индейцы Перу вели арифметический счёт точно так же, как и жители Месоамерики или Старого Света, то есть он чётко разграничивает числовое и повествовательное значение при использовании кипу.

### Документ из архива Архиепископства Лимы, 1725
В начале XVIII века кипу всё ещё продолжало использоваться местными жителями. В архиве Архиепископства Лимы существовал документ (датированный 17 марта 1725 года), касавшийся искоренения язычества, в котором сообщалось о том, что «ходил этот индеец всегда с грузом верёвочного кипу, из которого знал всех из своей панаки, и знал по тому кипу особ, которые должны были [исполнять] миты, их имена, состояния, и скот, и имущество, какое у каждого было, хотя неизвестно, благодаря какой же науке [умению] он это знал». Это свидетельство католических священников лишь подчёркивало их невозможность познать, даже спустя 200 лет после завоевания Перу, систему составления кипу и её особенности.

### Кипу в Риобамбе, 1823
Путешественник Стивенсон в 1823 году наблюдал использование кипу в Риобамбе, Перу.

## Кипукамайоки

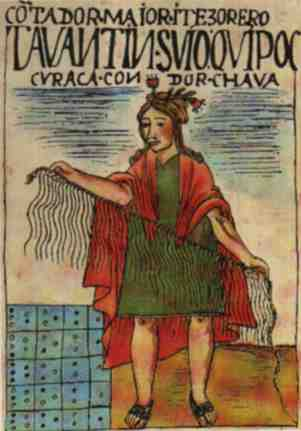
Кипукамайок из книги Гуамана Пома де Айяла «Первая Новая Хроника и Доброе Правление». Слева у ног кипукамайока — юпана, содержащая вычисления священного числа для песни «Сумак Ньюста». В оригинале рукописи рисунок не цветной, а чёрно-белый; раскраска — современная

Кипукамайоки (кечуа khipu kamayuq, «чиновник, ведающий кипу» или «тот, кому поручено кипу»), счетоводы Тауантинсуйу, создавали и расшифровывали узлы в кипу. Размещались кипукамайоки в отдельных домах-«архивах» каждого селения, где хранились кипу, содержавшие сведения о текущих событиях, данных или статистике, так и кипу давних времён. Хронисты различали два вида кипукамайоков:
- тех, кто ведал учётом и статистикой (демографический учёт, учёт податей и др.)
- тех, кто были историками (делились на подвиды по принципу принадлежности к какой-либо провинции (кипу из Куско, Кахамарки, Кито, Гуаманги, Пакаритамбо)) и юристами.

Хронисты упоминали, что должность кипукамайока-историка передавалась по наследству от отца к сыну, поскольку именно эта специализация была наиболее сложной (такого обычая не было среди кипукамайоков, ведавших учётом и статистикой), ввиду чего образовывалась некая каста учёных-историков, закрытая для проникновения в неё посторонних лиц, что могло быть причиной отсутствия распространения одинаковых идей в различных местах Империи и наличия «местных» версий каких-либо событий. Кипукамайоки-историки получали полное обеспечение продуктами на каждый месяц года, им предоставляли жён и слуг. Это была привилегия, но за неё они должны были чётко исполнять свои обязанности, поскольку за неправдивые или ошибочные сведения их карали смертью. В обязанности таких кипукамайоков входило обучение населения Империи с помощью театральных постановок о жизни давних правителей, когда кипукамайоки или певцы сообщали о прошлом каждого из них.
О наличии школ, где обучали кипу, говорили Монтесинос, Муруа и другие историки. Так, Муруа писал, что «сыновья 105 знатных господ посещали эти школы, обучаясь 4 года».

## Искоренение и уничтожение кипу
Испанцы не сразу искоренили использование кипу. Конкистадоры поняли, что кипукамайоки часто оставались лояльными к своим местным законам, а не королю Испании, и кипукамайоки могли подавать ложные сведения в своих отчётах. Об этом в частности указывал Фернандо Мурильо де ла Серда спустя 50 с лишним лет после конкисты, подчёркивая, что испанцы так и не смогли понять системы кипу и системы вычисления по ней, в то время как для индейцев арабские цифры европейцев были чем-то вроде забавы для ума, и к ним они не относились серьёзно. Конкистадоры также пытались обратить коренных жителей в католицизм, а всё, что относилось к религии инков, они считали идолопоклонством и стремлением избежать обращения в католицизм. Многие конкистадоры полагали, что кипу было проявлением язычества, и потому многие из них уничтожили. III Лимский Собор 1583 года постановил сжечь кипу в провинциальных ваках, поскольку оно, по мнению испанцев, было магическим инструментом.
Тотальное уничтожение кипу было осуществлено миссионером-иезуитом Пабло Хосе де Арриага в 1621 году. Так же как и Диего де Ланда, уничтоживший книги индейцев майя, Арриага написал любопытный и важный с научной точки зрения доклад «Искоренение язычества в Перу» (La extirpación de la idolatría en el Perú, опубликованный в 1621 году), где привёл многочисленные сведения о религии индейцев Перу, их быте и нравах, но секрет составления кипу так и не был раскрыт.
Тем не менее использование кипу в качестве отчёта о податях и повинностях всё же продолжалось вплоть до XIX века и даже в XX веке. Исследователи Тельо и Миранда в горном Перу обнаружили, что кипу составлялось для «указания напротив имени каждого отдельного рабочего его характеристик».

## Спорные вопросы

### Связь с токапу и келькой

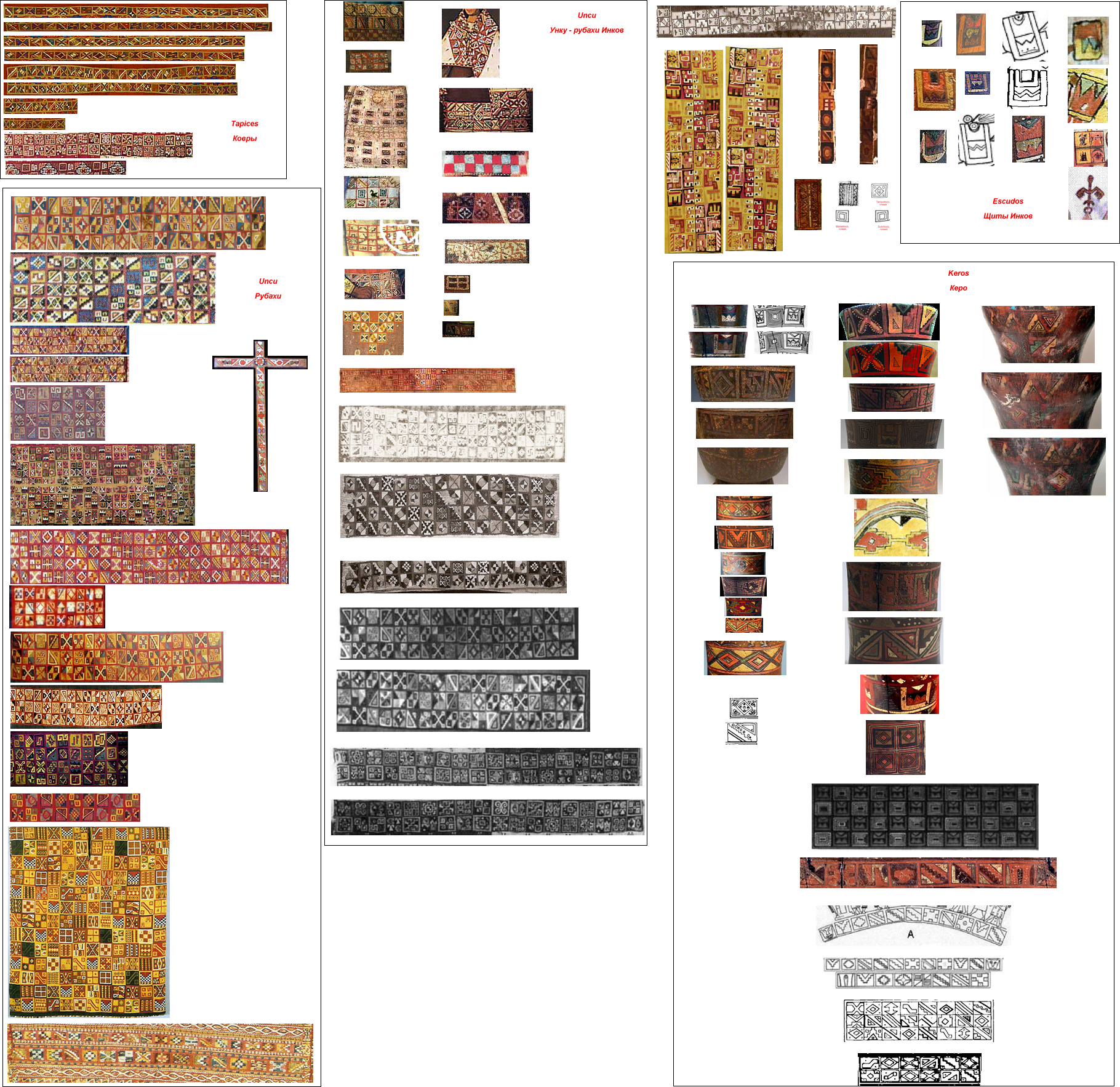
Токапу на рубахах, плащах, коврах, вазах керо; щиты инков

Уже в первых словарях языков кечуа и аймара слово «келька» или «килька» обозначало «письменность» или «рисунок». Этим видом письма, как писал Хосе де Акоста, индейцы делали заметки о своих грехах для исповеди, но эта функция кипу была внедрена уже во время проповедования Евангелия среди индейцев. Но такая письменность, возможно, представлена в керамике и тканях инков — в сосудах керо и знаках токапу на одежде.
О связи со знаками токапу или келька упоминал падре Бальтасар де Салас в своей хронике «Копакабана инков», опубликованной в 1628 году. (вероятно, сохранённой без значительных изменений пресвитером Хесусом Вискарра Фабре, отредактировавшим её в 1901 году):

В нашем языке, говорят они, всегда были и есть свои знаки и символы, и собственные и природные кипу… Наши Интис передали нам свои идеи и приказы с помощью простой и понятной устной традиции наших отцов…; и в качестве вспомогательных средств для памяти они обучили нас использованию кипос, в ручное составление которого входят прямые и изогнутые линии; и эти самые линии, выгравированные в камнях и металлах, мы называем келькас [относящиеся к] Инти; составленные из золотых и серебряных линий (проволок или иголок), они являются культовыми святынями; и наконец, простонародные и всеобщего использования [кипу] составляются из разноцветных нитей и с узелками или соединённые как бы в звенья цепи, и сделанные из любого гибкого материала, таких как нить из конопли или шерсти, или верёвки из превосходной кожи. И с их помощью, как и с помощью ранее упомянутых, идеи и факты одинаково сохраняем мы без какой-либо изменения и меньше опасаясь, чем за ваши тетради и пергаменты; вот у вас доказательства в этих нитях из белой шерсти наших карвас [лам], окрашенных в цвета радуги, и говорящих: «Ta! ua! watta suyu», то есть «Та!» — остановись, поставь себя на ноги, ведь ты уже человек, ты из людей, остановись. «Уа!» — это действие обозначающее дыхание и дуновение на ладони рук. И это сказав и сделав, что является двумя сторонами [действия], их совершил присный Творец во время сотворения первого человека— Fray Jesús Viscarra Fabre: «Copacabana de los Incas. Documentos Auto Lingüísticos e Isografiados del Amaru Aymara». — La Paz, 1901 год
Этот же автор сообщал о записанном в кипу слове «тиауанако», что, возможно, указывает на использование фонетической записи..
О наличии знаков на посохах и палках упоминают многие хронисты. Так, Пачакути Ямки Юпанки говорил о том, что у бога Тонапу Виракоча был посох, на котором «находились размышления, им проповедуемые» и «обозначенными и подчёркнутыми были каждая глава размышлений». На таких расчерченных посохах, согласно Бартоломе де Лас Касасу, посыльные часки передавали приказы, и сами посохи служили некой печатью или гербом Короля инков. Кабельо Бальбоа сообщал о том, что Вайна Капак, будучи при смерти, приказал записать на таком посохе своё завещание, «нарисовав на нём разноцветные линии, по которым были бы известны его последние распоряжения; и он тотчас же доверил его кипукамайоку или секретарю…», после смерти и мумификации Вайна Капака его «душеприказчики и кипукамайоки собрались и внимательно изучили то, что кипу и узлы обозначали. Тщательно изучив истинное толкование, они объявили, что преемником и единственным и всеобщим наследником Империи был сын, весьма любимый умершим королём, по имени Нинан Куйучик… Кипу говорили также о том, каким образом они должны были переправить тело короля в Куско и совершить торжественное вступление в город», то есть завещание Инки произносилось душеприказчиками именно согласно «записям» в кипу, а не только надписям на посохе. Вероятно, что запрещённые Инками знаки келька (согласно Монтесиносу, у инков имелся закон, запрещавший применение письменности, дозволены были только кипу), были всё же известны самим правителям, и только они сохраняли традицию её использования, после чего кипукамайоки осуществляли «перевод в кипу» его завещания.
Один анонимный автор в 1600 году писал, что индейцы шли на исповедь «со своими записями, называющимися кипос, одни в виде нити, другие — в виде письма, ещё одни — с помощью линий, как только они могли».

### Документы Миччинелли

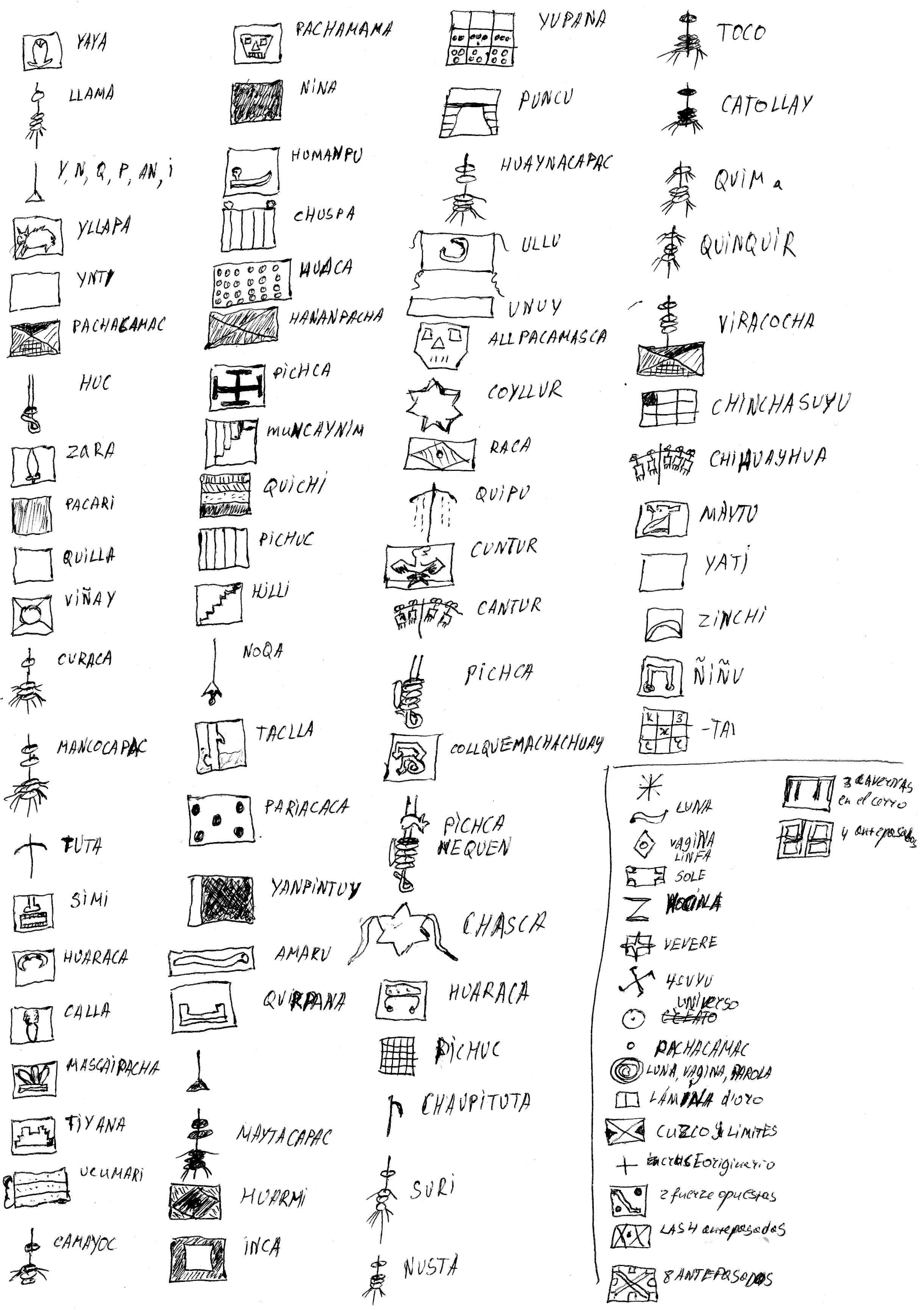
Знаки инков — токапу и ключевые слова тиксиссимис и их соответствия на языке кечуа в книге «Невиновный изгнанник Блас Валера своему народу». Чёрно-белая прорисовка А. Скромницкого; в оригинале знаки — разноцветные

В конце 1990-х годов в Неаполе были обнаружены так называемые «документы Миччинелли», содержащие рисунки кипу. Кипу при этом трактовались как слоговое письмо, тесно связанное с токапу. Одним из составителей документов считается Блас Валера, в связи с этим возник ряд спорных вопросов. В середине XX века в Кито были найдены рукописи «Древние обычаи инков» (Las Costumbres Antiguas de los Incas), которые уже в 1945 году Франсиско А. Лоайса представил как работу Бласа Валера. Согласно историку Сабина Хайленд (Sabine Hyland), также случайно в Ла-Пасе (Боливия) был найден словарь, названный Vocabulario, где приводится информация о временах инков. Рукопись, изученная Лауренсич-Минелли, состоит из девяти листов, написанных различными лицами на испанском, латинском и итальянском языках, с рисунками, сделанными соратником Бласа Валеры — тем же Гонсало Руисом. Этот текст содержит краткую грамматику языка кечуа, представляющую ключ к расшифровке кипу, а также грамматику счётного инструмента — юпаны.
Символы токапу из книги Бласа Валеры, встречающиеся также и в книгах Мартина де Муруа и Гуамана Помы, и на сосудах керо, не всегда идентичны между собой, но заметна одинаковость стиля на рисунках в прорисовке человечков, то есть, если имелась подделка не только в тексте «документов Миччинелли», но и в рисунках, то выполнено это очень мастерски — стилизовано вплоть до деталей, характерных для изображений на сосудах керо инкской эпохи.
В последнее время начали распространяться новые данные относительно биографии Бласа Валера. Дискутируется его участие в составлении «Новой хроники и доброго правления» (Nueva Corónica y Buen Gobierno), книги, автором которой традиционно называют Пома де Айяла (Felipe Guamán Poma de Ayala). Согласно итальянской исследовательнице Лаура Лауренсич-Минелли, существуют три листа с рисунками в рукописном документе «История и начала перуанского языка» (Historia et Rudimenta Linguae Piruanorum), содержащих подпись «итальянского иезуита» Бласа Валера. Согласно Лауренсич-Минелли, эти рисунки были созданы до 1618 года, то есть после документированной смерти Бласа Валеры.

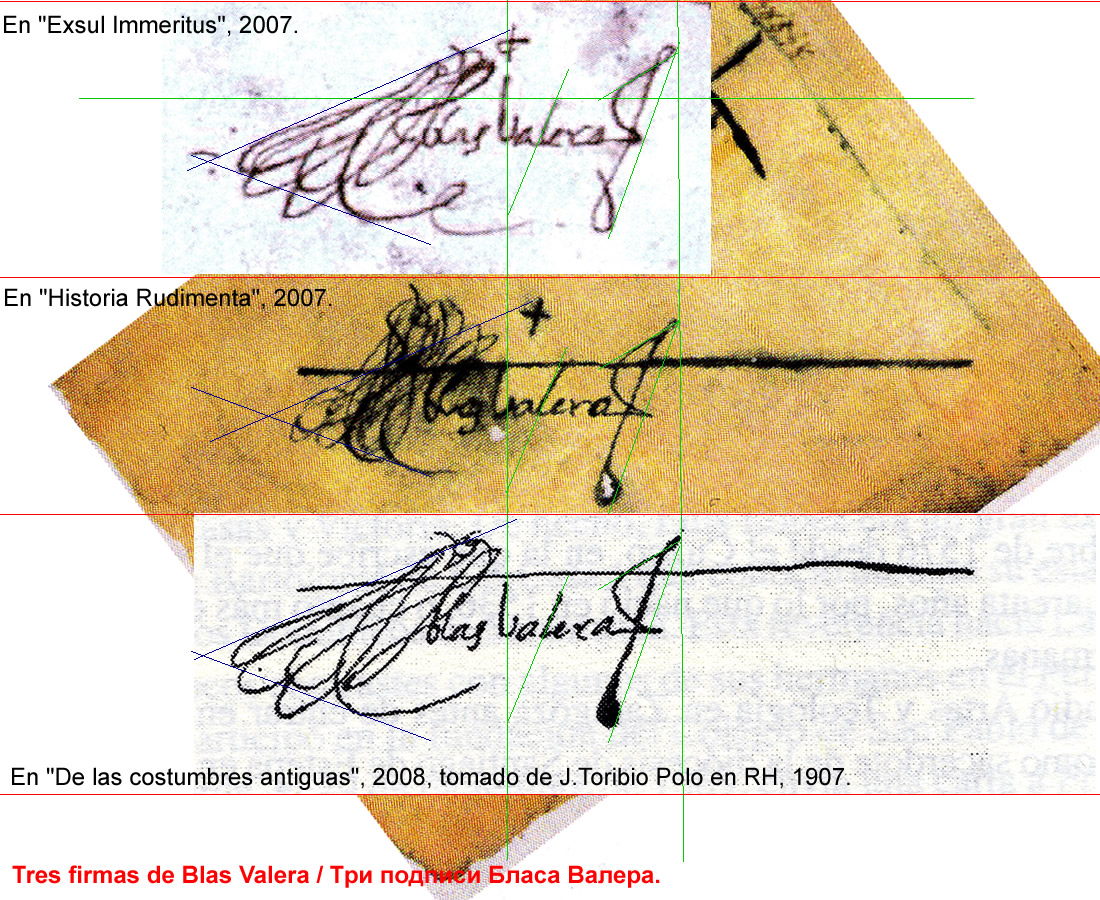
Три подписи Бласа Валера

Возможно, целью Б. Валеры в Европе было представить правдивое сообщение римскому Папе о завоевании Перу конкистадором Франсиско Писарро, отравившего солдат Инки Атауальпа с помощью аурипигмента (As₂S₃ — лимонно-жёлтый сульфид мышьяка(III)). Минелли выдвинула предположение, что Б. Валера узнал об этом от своего деда по имени Ильяванка из кипу, которое подарил тому амаута Мачакуймукта (живший при Инке Атауальпа), в знак благодарности за то, что он спас ему жизнь. От своего отца (Луиса Валера) он получил письмо конкистадора Франсиско Чавеса (участника пленения короля инков Атауальпы) — его «Сообщение королю Испании», составленное 15 августа 1533 года в городе Кахамарка. На этом письме сохранились подписи Поло де Ондегардо («No es cosa» — «вещь, достойная внимания») и Хосе де Акосты («Non D.[omino].D.[entur].Ex simus [Eversimus] — Joseph de Acosta»), идентичные подписям, уже имевшимся на документах в архивах Перу. Глава общества иезуитов, Аквавива, был против намерений Валеры, потому и было принято решение признать Валеру умершим, а сам он должен был быть изгнан в Испанию, где часть его работ и попала к Инке Гарсиласо де ла Вега. Согласно данной версии, после своей «смерти» Валера тайно возвратился в Перу под другим именем — Руируруна — с намерением напечатать свою версию завоевания Перу. Он сблизился с двумя другими иезуитами, а именно с Джованни Антонио Кумисом и Джованни Анелло Оливой. Также в группу помощников и покровителей Бласа Валера вошли и следующие иезуиты: Бартоломе де Сантьяго, Хуан Гонсало Руис (его старый друг и земляк), Алонсо Барсана, Бартоломе Санчес, Муцио Виталески (глава ордена), Доминго де Бермео, Диего де Ваэна (либо Дионисио Веласкес). Чтобы осуществить свои намерения, они задумали воспользоваться чужим именем, и заключили контракт по сему поводу (об использовании имени, за что обязывались заплатить одной каретой с лошадью) с Фелипе Гуаман Пома де Айяла. Контракт сохранился вместе с тетрадью Бласа Валеры и был заключён в специальном предохранительном кармане. Выполнив задуманное, Блас Валера якобы возвратился в Испанию в 1618 году, где вскоре и умер в Алькала-де-Энарес. В том же городе находился наследник инков — Дон Мельчор Карлос Инка, изображение которого попало в книгу Гуамана Пома де Айяла, будучи исполненным, предположительно, Гонсало Руисом.
Ролена Адорно, специалист, исследовавшая жизнь и творчество Фелипе Гуаман Пома де Айяла, на основании исследования Хуана Карлоса Эстенссоро (Juan Carlos Estenssoro) намекала на вероятную подделку документов, изученных Лаурой Лауренсич-Минелли. Рукопись Exsul immeritus blas valera populo suo, представленная Лаурой Лауренсич-Минелли, всё ещё не пользуется признанием в профессиональном сообществе, и потребовалось дальнейшее изучение. Так, в 2007 году был произведён дополнительный анализ «Документов Миччинелли» совместно с другими архивными документами из ватиканских, испанских и перуанских архивов, в результате чего известным эквадорским издательством «Abya-Ayala» была издана книга ¿Sublevando el Virreinato?: Jesuitas italianos en el Virreinato del Perú del Siglo XVII. Книга существенно дополнила базу доказательств активной деятельности в Перу группы иезуитов, соратников Бласа Валера, но с полной уверенностью так и не подтвердила подлинность вышеназванных документов, хотя и установила первичность Exsul immeritus blas valera populo suo по отношению к Lettera Apologetica итальянца Раймондо ди Сангро.

### Чилийские кипу
Как указывал историк Хосе Торибио Медина в публикации 1882 года, «система кипу использовалась даже в тех регионах, куда не проникало влияние инков, и что поныне бывает так, что его применяют потомки арауканов». Путешественник Пёппих встречал кипу у индейцев пеуэнчей и писал о том, что красный цвет в их кипу обозначал не только кровь, но и «решение отомстить».

#### Кипу индейского вождя Лепитрана, 1772
Во время восстания индейцев Чили, произошедшего в 1772 году, вождь повстанцев Лепитран отправил к касикам своего часки с кипу, в котором было четыре верёвки различных цветов: чёрного, белого, красного и синего. На чёрной (цвет времени) верёвке было завязано 4 узла, что означало, что часки отправился из Пагипульи (повстанческого центра) через 4 дня после полнолуния; на белой верёвке Лепитран завязал 10 узлов для обозначения того, что через 10 дней после события, обозначенного узлами чёрной верёвки, должно будет подняться восстание; на красной и синей верёвках не было узлов, поскольку на них касики должны были записать свои ответы. Пожелавшие присоединиться к восстанию завязывали бы один узел на красной (цвет войны) верёвке; отказывавшиеся от участия в восстании завязывали бы один узел, скрепляющий красную и синюю (комбинированный цвет, обозначающий «отрицание войны») верёвки.

### Чилийские кипу в Европе
Именно из Чили некоторые разновидности кипу попали в Европу.

#### La Lettera Apologetica
Раймондо де Сангро, купив 25 октября 1745 года у отца Ильянеса, приехавшего из Чили, рукопись Historia et rudimenta linguae piruanorum, написанную с 1600 по 1638 годы иезуитскими миссионерами в Перу Джованни Антонио Кумисом и Джованни Анелло Оливой, включил в свою книгу La Lettera Apologetica, опубликованную в 1750 году, многие знаки токапу из капак-кипу, правда, переделав их и придав им закруглённые, а не квадратные формы.
В 1747 году мадам де Графиньи издала свои «Письма перуанки» (следует заметить, что эта книга в стилистическом отношении была подражанием «Персидских писем» — сатирического романа Шарля-Луи де Монтескьё, опубликованного в 1721 году), в которых знатная перуанка Силия (Zilia) использовала кипу для записей и переводила с них сразу на французский. В «Письме XVI» Графиньи приводит описание кипу как письменности. Книга была переиздана в 1749 году. Издатель сборника «Coleccion de documentos literarios del Peru», опубликованного в 1874 году, Мануэль де Одриосола предположил, что эти письма послужили «одному итальянцу из Академии де ла Круска и одной графине, той же национальности, написать толстый том „в одну четверть“ озаглавленный „Apologea de los quipos“. Использовав Гарсиласо, автор столь уверенно использует грамматику, словарь из кипу, представляющие собой кипуграфию, позаимствованную от некого Кипу-Камайока из инков, но как бы они не ошибались в своих предположениях».
Полное название книги La Lettera Apologetica: Lettera Apologetica dell’Esercitato accademico della Crusca contenente la difesa del libro intitolato Lettere di una Peruana per rispetto alla supposizione de’ Quipu scritta dalla Duchessa di S*** e dalla medesima fatta pubblicare. В книге использовано 40 «ключевых слов» якобы древней системы записи инков. Ключевые слова в кипу были раскрашены разными цветами и имели форму круга. Метод цветной печати был неизвестен на то время и был изобретён самим Раймондо.
Как видно, именно мадам де Графиньи (графиня S***) и князя Раймондо де Сангро (являлся академиком де ла Круска) имел в виду Одриосола. Сам Раймондо де Сангро утверждал, что лично не видел кипу, а основывал свои идеи на предположениях Бласа Валера, Акосты и Сьесы де Леона, а также лиц, посещавших Америку и имевших дело с кипу, в частности падре Ильянеса (упомянутого также в «Документах Миччинелли», как последнего владельца тетради Бласа Валера), иезуита, прожившего много лет в Чили, и сообщившего, что у индейцев дома были заботливо сберегаемые кипу, передаваемые по наследству, невзирая на то, что не могут истолковывать их содержимое. Согласно Ильянесу, такие кипу служили для передачи рассказов, и отличались тем, что имели в верхней части помимо верёвок и узлов некие знаки, такие как круглые фигуры, квадраты, треугольники или пучки разноцветной шерсти. Из чего де Сангро вывел теорию о том, что древние перуанцы могли разделять слова на слоги и создавать из некоторых ключевые слова на основе языка кечуа.
Опубликование князем книги La Lettera Apologetica, содержавшей опасные еретические мысли, привело к отлучению Раймондо де Сангро от Церкви папой Бенедиктом XIV в 1752 году.

#### Кипу чилийского вождя из Гуаркос
В 1829 году в XI номере Westminster Review вышла статья о книге A prospectus of Quipola, or an explanation of the Quipoes, опубликованной в 1827 году, в которой сообщалось о приобретении корабельным плотником Александром Стронгом некоего кипу в коробке у Роберта Бейкера, помощника с торгового брига, за 10 фунтов. Бейкер сообщил, что кипу он получил от жителя города Лиона по имени Розенберг Вестус, а тот, в свою очередь — от семьи чилийского вождя в Гуаркос, считавшего себя потомком инков, убежавшего из Перу от испанцев. Вестус был женат на одной из дочерей вождя, но через некоторое время он покинул индейцев и перебрался в Буэнос-Айрес, и продал кипу и коробку Бейкеру. Дальнейшая судьба этого кипу неизвестна.

## Кипу в поп-культуре

### В литературе
Роман в письмах, написанный Мадам Графиньи, вдохновил Карло Гольдони на написание комедии «Перуанка» («La Peruana»), премьера которой в 1755 году вызвала большой успех[уточнить].
Экономист XVIII века Джованни-Ринальдо Карли упомянул о кипу в своих «Американских письмах».
Главные герои романа Джека Лондона «Сердца трёх» узнают о затерянном городе благодаря кипу.
Искатель сокровищ Дирк Пит из романа Клайва Касслера «Золото инков» сосредотачивается на декодировании послания кипу.
В фантастической трилогии Рикардо Пинто «Каменный танец хамелеона» ослеплённые мудрецы, чтобы сохранить все свои знания в обширной неосвещённой библиотеке, используют кипу.
В книге Яна Уотсона «Марсианский инка» возрождающаяся цивилизация инков расшифровывает систему кипу, и современное революционное движение инков использует кипу для передачи секретных сообщений.
В книге Патрика О’Брайана «The Wine Dark Sea» перуанский проводник героя предупреждён о возможной засаде высоко в Андах посланцем, принёсшим кипу.
В серии книг Вадима Панова «Тайный город» Сантьяга выкупает у шасов и затем дарит команде Кортеса некую «связку верёвочек и узелков» — записанную с помощью кипу карту дороги к Эльдорадо. Не умеющие читать кипу наёмники используют драгоценный подарок как простое украшение, повесив его на стену в офисе.
В романе Нила Стивенсона «Взлёт и падение ДОДО» кипу применялась для расчёта влияния последствий изменений в различных «нитях» хронотопа.

### В кинематографе
Примеры использования кипу можно увидеть:
- в мультфильме «Эстебан, сын солнца» (The Mysterious Cities of Gold);
- в 21 серии («Искусство счёта») 3 сезона многосерийного фильма «Numb3rs», показанной 27 апреля 2007 года; в эпизоде герой использует кипу для ведения личного журнала и ошибочно называет кипу ацтекским по происхождению.

### В видеоиграх
- В игре Death Stranding, Амелия, сестра главного героя, носит кипу как символ связи между людьми.